# Lista de prêmios e indicações recebidos por Madonna
Esta é a lista de prêmios e indicações recebidos por Madonna, artista musical dos Estados Unidos, que consiste em 454 gratificações entre 933 nomeações. Sua indicação a uma grande cerimônia de premiação foi ao MTV Video Music Awards (VMAs) de 1984 na categoria de Artista Revelação pelo vídeo musical de "Borderline", faixa do seu álbum de estreia Madonna (1983). Por escrever exclusivamente "Lucky Star", do mesmo disco, Madonna foi homenageada no American Society of Composers, Authors and Publishers (ASCAP). Devido ao sucesso de seu segundo álbum, Like a Virgin (1984), Madonna foi angariada com sete troféus Billboard Number One em 1985, incluindo Artista do Ano — Pop. "Crazy for You", composta para o filme Vision Quest (1985), rendeu à intérprete sua primeira nomeação ao Grammy Awards. O sucesso internacional de True Blue, centrou seu nome como indicada em diversas condecorações, incluindo Japan Gold Disc Awards e Juno Awards. Em 1986, Madonna tornou-se a primeira mulher a receber o Video Vanguard Award no VMAs.
Em seu próximo material, Like a Prayer (1989), as faixas extraídas do disco como a faixa-título e "Express Yourself" foram responsáveis por gerar sete indicações aos Video Music Awards de 1989. No final da década de 1980, Madonna foi eleita a Artista da Década por diversos meios de comunicação, como MTV, Billboard e a revista Musician. Em 1990, o comitê da Calçada da Fama de Hollywood decidiu homenagear a artista com uma estrela na calçada da avenida Hollywood Boulevard, mas a mesma recusou. Seguidamente, a turnê Blond Ambition foi reconhecida no Pollstar Awards com o troféu de Produção Mais Criativa de Cenário. O registro em vídeo da digressão rendeu a Madonna sua primeira vitória no Grammy. Na 41.ª da mesma cerimônia, foi indicada a um total de cinco categorias, tendo Ray of Light (1998) obtido a estatueta de Melhor Álbum Vocal de Pop. No VMAs de 1999, Madonna tornou-se a cantora com o maior número de vitórias na premiação, acumulando um total de vinte, sendo ultrapassada por Beyoncé em 2016.
Apos o lançamento de seu oitavo álbum de estúdio, Music (2000), Madonna conquistou seu primeiro Brit Award, ao qual concorria na categoria de Cantora International. Foi angariada com o mesmo galardão após lançar Confessions on a Dance Floor (2005), além de ser honrada com o Grammy de Melhor Álbum de Dance ou Eletrônica. Durante a década de 2000, Madonna ganhou quatro troféus Billboard Touring, incluindo Melhor Turnê por Re-Invention World Tour e Sticky & Sweet Tour. Suas contribuições para a música foram reconhecidas em cerimônias musicais, como NRJ Music Award e MTV TRL Awards, e em halls da fama, como UK Music Hall of Fame e Rock and Roll Hall of Fame. Fora de seus projetos na música, Madonna foi nomeada ao Saturn Award de Melhor Atriz por seu desempenho em Dick Tracy (1990) e conquistou o Globo de Ouro de Melhor Atriz — Comédia ou Musical por protagonizar Evita (1996). Além disso, foi reconhecida por seus esforços na luta contra a AIDS, sendo homenageada pelas organizações AIDS Project Los Angeles (APLA) e American Foundation for AIDS Research (amfAR), durante 1990 e 1991, respectivamente. O documentário dirigido por Madonna, I Am Because We Are (2008), recebeu a estatueta de Melhor Documentário no VH1 Do Something! Award. Foi também premiada em diversas vezes no VH1 Fashion Awards, e recebeu o Elle Style Awards de Ícone de Estilo.

## Lista de prêmios e indicações
| Premiação                                                             | Ano     | Nomeação                                                                                           | Categoria                                                          | Resultado    | Ref.                            |
| --------------------------------------------------------------------- | ------- | -------------------------------------------------------------------------------------------------- | ------------------------------------------------------------------ | ------------ | ------------------------------- |
| 2Day FM (Austrália)                                                   | 1999    | Madonna                                                                                            | Cantora do Milênio                                                 | Honraria     | [ 1 ]                           |
| 4Music Video Honours                                                  | 2012    | "Give Me All Your Luvin'" (com part. de Nicki Minaj e M.I.A.)                                      | Melhor Vídeo do Ano                                                | Indicado     | [ 2 ]                           |
| Advanced Imaging Society                                              | 2019    | Madonna e Maluma                                                                                   | Melhor Uso de IA ao Vivo (Billboard Music Awards de 2019)          | Venceu       | [ 3 ]                           |
| Adweek's Maddy Awards                                                 | 2002    | Madonna in BMW                                                                                     | Melhor Celebridade (Escolha do Público)                            | Indicado     | [ 4 ]                           |
| AIDS Project Los Angeles                                              | 1990    | Madonna                                                                                            | Prêmio APLA – Compromisso com a Vida                               | Honraria     | [ 5 ]                           |
| Alarmprisen Awards                                                    | 2001    | "Music"                                                                                            | Melhor Canção Internacional                                        | 2º lugar     | [ 6 ]                           |
| Alive and Well                                                        | 1990    | Madonna                                                                                            | Incentivo da Boa Saúde                                             | Honraria     | [ 7 ]                           |
| AllureBeauty Awards                                                   | 2019    | MDNA Skin: The Beauty Roller                                                                       | Melhor Marca                                                       | Venceu       | [ 8 ]                           |
| Amadeus Austrian Music Awards                                         | 2001    | Madonna                                                                                            | Artista Internacional – Pop ou Rock                                | Indicado     | [ 9 ]                           |
| Amadeus Austrian Music Awards                                         | 2006    | "Hung Up"                                                                                          | Canção Internacional do Ano                                        | Venceu       | [ 10 ]                          |
| Amadeus Austrian Music Awards                                         | 2006    | Confessions on a Dance Floor                                                                       | Álbum Internacional do Ano                                         | Indicado     | [ 11 ]                          |
| American Dance Music Awards                                           | 2002    | Madonna                                                                                            | Melhor Artista das Paradas                                         | Indicado     | [ 12 ]                          |
| American Dance Music Awards                                           | 2003    | Madonna                                                                                            | Melhor Artista das Paradas                                         | Indicado     | [ 13 ]                          |
| American Dance Music Awards                                           | 2003    | "Die Another Day" (remix de Deepsky)                                                               | Melhor Remix                                                       | Indicado     | [ 13 ]                          |
| American Dance Music Awards                                           | 2004    | Madonna                                                                                            | Melhor Artista das Paradas                                         | Venceu       | [ 14 ] [ 15 ]                   |
| American Foundation for AIDS Research                                 | 1991    | Madonna                                                                                            | Prêmio por Perseverança                                            | Honraria     | [ 16 ]                          |
| American Moviegoers Awards                                            | 1997    | Evita                                                                                              | Melhor Atriz                                                       | Venceu       | [ 17 ]                          |
| American Music Awards                                                 | 1985    | Madonna                                                                                            | Artista Feminina Favorita – Pop ou Rock                            | Indicado     | [ 18 ]                          |
| American Music Awards                                                 | 1986    | Madonna                                                                                            | Artista Feminina Favorita – Pop ou Rock                            | Indicado     | [ 19 ]                          |
| American Music Awards                                                 | 1986    | Madonna                                                                                            | Videografia Favorita – Pop ou Rock                                 | Indicado     | [ 19 ]                          |
| American Music Awards                                                 | 1986    | Like a Virgin                                                                                      | Álbum Favorito – Pop ou Rock                                       | Indicado     | [ 19 ]                          |
| American Music Awards                                                 | 1987    | Madonna                                                                                            | Artista Feminina Favorita – Pop ou Rock                            | Indicado     | [ 20 ] [ 21 ]                   |
| American Music Awards                                                 | 1987    | Madonna                                                                                            | Videografia Favorita – Pop ou Rock                                 | Venceu       | [ 20 ] [ 21 ]                   |
| American Music Awards                                                 | 1987    | "Live to Tell"                                                                                     | Canção Favorita – Pop ou Rock                                      | Indicado     | [ 20 ] [ 21 ]                   |
| American Music Awards                                                 | 1988    | Madonna                                                                                            | Artista Feminina Favorita – Pop ou Rock                            | Indicado     | [ 22 ]                          |
| American Music Awards                                                 | 1990    | Madonna                                                                                            | Artista Feminina Favorita – Pop ou Rock                            | Indicado     | [ 23 ]                          |
| American Music Awards                                                 | 1990    | "Like a Prayer"                                                                                    | Canção Favorita – Dance                                            | Indicado     | [ 23 ]                          |
| American Music Awards                                                 | 1991    | Madonna                                                                                            | Artista Favorita – Dance                                           | Indicado     | [ 24 ]                          |
| American Music Awards                                                 | 1991    | Madonna                                                                                            | Artista Feminina Favorita – Pop ou Rock                            | Indicado     | [ 24 ]                          |
| American Music Awards                                                 | 1991    | "Vogue"                                                                                            | Canção Favorita – Pop ou Rock                                      | Indicado     | [ 24 ]                          |
| American Music Awards                                                 | 1991    | "Vogue"                                                                                            | Canção Favorita – Dance                                            | Venceu       | [ 25 ]                          |
| American Music Awards                                                 | 1992    | Madonna                                                                                            | Artista Favorita – Dance                                           | Indicado     | [ 26 ]                          |
| American Music Awards                                                 | 1998    | Evita                                                                                              | Melhor Trilha Sonora                                               | Indicado     | [ 27 ]                          |
| American Music Awards                                                 | 2003    | Madonna                                                                                            | Artista Internacional do Ano                                       | Venceu       | [ 28 ]                          |
| American Music Awards                                                 | 2016    | Rebel Heart Tour                                                                                   | Turnê do Ano                                                       | Indicado     | [ 29 ]                          |
| American Salon Awards                                                 | 1987    | Madonna                                                                                            | Melhor Cabelo                                                      | Venceu       | [ 30 ]                          |
| American Video Awards                                                 | 1987    | "Papa Don't Preach"                                                                                | Melhor Vídeo Feminino                                              | Venceu       | [ 31 ]                          |
| American Video Awards                                                 | 1987    | "Open Your Heart"                                                                                  | Melhor Vídeo Feminino                                              | Indicado     | [ 32 ]                          |
| Amusement & Music Operators Association (AMOA)                        | 1985    | "Like a Virgin"                                                                                    | Prêmio Jukebox Music – Pop                                         | Indicado     | [ 33 ]                          |
| Amusement & Music Operators Association (AMOA)                        | 1985    | "Material Girl"                                                                                    | Prêmio Jukebox Music – Rock                                        | Indicado     | [ 33 ]                          |
| Anděl Awards                                                          | 2006    | I'm Going to Tell You a Secret                                                                     | DVD ou VHS do Ano – Internacional                                  | Indicado     | [ 34 ] [ 35 ]                   |
| Anděl Awards                                                          | 2007    | The Confessions Tour                                                                               | DVD ou VHS do Ano – Internacional                                  | Venceu       | [ 36 ]                          |
| AOL TV Viewer Awards                                                  | 2002    | Drowned World Tour 2001                                                                            | Melhor Concerto Televisivo                                         | Venceu       | [ 37 ]                          |
| Arena Magazine                                                        | 1999    | Madonna                                                                                            | Mulher do Ano                                                      | Venceu       | [ 38 ]                          |
| Arion Music Awards                                                    | 2006    | Confessions on a Dance Floor                                                                       | Álbum Mais Vendido – Internacional                                 | Venceu       | [ 39 ]                          |
| Arion Music Awards                                                    | 2006    | "Hung Up"                                                                                          | Canção Mais Vendida – Internacional                                | Venceu       | [ 39 ]                          |
| Arion Music Awards                                                    | 2007    | Confessions on a Dance Floor                                                                       | Álbum Mais Vendido – Internacional                                 | Venceu       | [ 40 ]                          |
| Arion Music Awards                                                    | 2007    | "Hung Up"                                                                                          | Canção Mais Vendida – Internacional                                | Venceu       | [ 40 ]                          |
| ARTISTdirect Online Music Awards                                      | 1999    | Madonna                                                                                            | Artista Feminina Favorita                                          | Venceu       | [ 41 ]                          |
| ARTISTdirect Online Music Awards                                      | 2000    | Madonna                                                                                            | Celebridade Mais Comentada                                         | Venceu       | [ 42 ]                          |
| ARTISTdirect Online Music Awards                                      | 2000    | Madonna                                                                                            | Heroína da Internet                                                | Indicado     | [ 42 ]                          |
| ARTISTdirect Online Music Awards                                      | 2000    | Madonna                                                                                            | Melhor Cabelo                                                      | Indicado     | [ 42 ]                          |
| ARTISTdirect Online Music Awards                                      | 2000    | Madonna                                                                                            | Melhor Website                                                     | Indicado     | [ 42 ]                          |
| ASCAP Film and Television Music Awards                                | 1987    | "Live to Tell"                                                                                     | Canção Popular – Mídia Visual                                      | Venceu       | [ 43 ]                          |
| ASCAP Film and Television Music Awards                                | 1988    | "Who's That Girl"                                                                                  | Canção Popular – Mídia Visual                                      | Venceu       | [ 43 ]                          |
| ASCAP Film and Television Music Awards                                | 1993    | "This Used to Be My Playground"                                                                    | Canção Popular – Mídia Visual                                      | Venceu       | [ 43 ]                          |
| ASCAP Film and Television Music Awards                                | 2000    | "Beautiful Stranger"                                                                               | Canção Popular – Mídia Visual                                      | Venceu       | [ 43 ]                          |
| ASCAP Latin Music Awards                                              | 2021    | "Mamacita"                                                                                         | Canção Popular                                                     | Venceu       | [ 44 ]                          |
| ASCAP Pop Music Awards                                                | 1986    | "Lucky Star"                                                                                       | Canção Popular                                                     | Venceu       | [ 45 ]                          |
| ASCAP Pop Music Awards                                                | 1986    | "Into the Groove"                                                                                  | Canção Popular                                                     | Venceu       | [ 45 ]                          |
| ASCAP Pop Music Awards                                                | 1987    | "Live to Tell"                                                                                     | Canção Popular                                                     | Venceu       | [ 46 ]                          |
| ASCAP Pop Music Awards                                                | 1988    | "La Isla Bonita"                                                                                   | Canção Popular                                                     | Venceu       | [ 47 ]                          |
| ASCAP Pop Music Awards                                                | 1988    | "Open Your Heart"                                                                                  | Canção Popular                                                     | Venceu       | [ 47 ]                          |
| ASCAP Pop Music Awards                                                | 1988    | "True Blue"                                                                                        | Canção Popular                                                     | Venceu       | [ 47 ]                          |
| ASCAP Pop Music Awards                                                | 1988    | "Who's That Girl"                                                                                  | Canção Popular                                                     | Venceu       | [ 47 ]                          |
| ASCAP Pop Music Awards                                                | 1989    | "Causing a Commotion"                                                                              | Canção Popular                                                     | Venceu       | [ 48 ]                          |
| ASCAP Pop Music Awards                                                | 1990    | "Like a Prayer"                                                                                    | Canção Popular                                                     | Venceu       | [ 49 ]                          |
| ASCAP Pop Music Awards                                                | 1990    | "Express Yourself"                                                                                 | Canção Popular                                                     | Venceu       | [ 49 ]                          |
| ASCAP Pop Music Awards                                                | 1991    | "Cherish"                                                                                          | Canção Popular                                                     | Venceu       | [ 50 ]                          |
| ASCAP Pop Music Awards                                                | 1991    | "Vogue"                                                                                            | Canção Popular                                                     | Venceu       | [ 50 ]                          |
| ASCAP Pop Music Awards                                                | 1992    | "Justify My Love"                                                                                  | Canção Popular                                                     | Venceu       | [ 51 ]                          |
| ASCAP Pop Music Awards                                                | 1994    | "This Used to Be My Playground"                                                                    | Canção Popular                                                     | Venceu       | [ 52 ]                          |
| ASCAP Pop Music Awards                                                | 1995    | "I'll Remember"                                                                                    | Canção Popular                                                     | Venceu       | [ 53 ]                          |
| ASCAP Pop Music Awards                                                | 1996    | "Secret"                                                                                           | Canção Popular                                                     | Venceu       | [ 54 ]                          |
| ASCAP Pop Music Awards                                                | 1996    | "Take a Bow"                                                                                       | Canção Popular                                                     | Venceu       | [ 54 ]                          |
| ASCAP Pop Music Awards                                                | 1997    | "You'll See"                                                                                       | Canção Popular                                                     | Venceu       | [ 55 ]                          |
| ASCAP Pop Music Awards                                                | 1999    | "Frozen"                                                                                           | Canção Popular                                                     | Venceu       | [ 56 ]                          |
| ASCAP Pop Music Awards                                                | 1999    | "Ray of Light"                                                                                     | Canção Popular                                                     | Venceu       | [ 57 ]                          |
| ASCAP Pop Music Awards                                                | 2000    | "Beautiful Stranger"                                                                               | Canção Popular                                                     | Venceu       | [ 58 ]                          |
| ASCAP Pop Music Awards                                                | 2002    | "Music"                                                                                            | Canção Popular                                                     | Venceu       | [ 59 ] [ 60 ]                   |
| ASCAP Pop Music Awards                                                | 2002    | "Don't Tell Me"                                                                                    | Canção Popular                                                     | Venceu       | [ 59 ] [ 60 ]                   |
| ASCAP Pop Music Awards                                                | 2006    | "Hung Up"                                                                                          | Canção Popular                                                     | Venceu       | [ 61 ]                          |
| ASCAP Rhythm & Soul Music Awards                                      | 1996    | "Human Nature"                                                                                     | Melhor Canção – Dance                                              | Venceu       | [ 62 ]                          |
| ASCAP Rhythm & Soul Music Awards                                      | 1999    | "Ray of Light"                                                                                     | Melhor Canção – Dance                                              | Venceu       | [ 63 ]                          |
| ASCAP Rhythm & Soul Music Awards                                      | 1999    | "Frozen"                                                                                           | Canção Popular – Dance                                             | Venceu       | [ 63 ]                          |
| ASCAP Rhythm & Soul Music Awards                                      | 2000    | "Nothing Really Matters"                                                                           | Canção Popular – Dance                                             | Venceu       | [ 64 ]                          |
| ASCAP Rhythm & Soul Music Awards                                      | 2001    | "Music"                                                                                            | Melhor Canção – Dance                                              | Venceu       | [ 65 ]                          |
| ASCAP Rhythm & Soul Music Awards                                      | 2002    | "Don't Tell Me"                                                                                    | Canção Popular – Dance                                             | Venceu       | [ 66 ]                          |
| Astro's Channel [V] Malaysian Asian Music Awards                      | 1997    | Madonna                                                                                            | Melhor Cantora Internacional                                       | Indicado     | [ 67 ]                          |
| BDSCertified Spin Awards                                              | 2002    | "Music"                                                                                            | 300,000 Reproduções                                                | Venceu       | [ 68 ]                          |
| BDSCertified Spin Awards                                              | 2002    | "Die Another Day"                                                                                  | 50,000 Reproduções                                                 | Venceu       | [ 69 ]                          |
| BDSCertified Spin Awards                                              | 2004    | "Me Against the Music" (Britney Spears com a part. de Madonna)                                     | 50,000 Reproduções                                                 | Venceu       | [ 70 ]                          |
| BDSCertified Spin Awards                                              | 2005    | "Hung Up"                                                                                          | 50,000 Reproduções                                                 | Venceu       | [ 71 ]                          |
| BDSCertified Spin Awards                                              | 2006    | "Hung Up"                                                                                          | 100,000 Reproduções                                                | Venceu       | [ 72 ]                          |
| BDSCertified Spin Awards                                              | 2006    | "Santa Baby"                                                                                       | 50,000 Reproduções                                                 | Venceu       | [ 73 ]                          |
| Beauty Crush Awards                                                   | 2020    | MDNA: The Beauty Roller                                                                            | Melhor Massageador                                                 | Venceu       | [ 74 ]                          |
| Bent Readers Awards                                                   | 2006    | Madonna na boate "G-A-Y"                                                                           | Momento do Ano                                                     | Venceu       | [ 75 ]                          |
| Billboard Music Awards                                                | 1996    | Madonna                                                                                            | Prêmio de Excelência Artística                                     | Venceu       | [ 76 ] [ 77 ]                   |
| Billboard Music Awards                                                | 2004    | "Me Against the Music" (Britney Spears com a part. de Madonna)                                     | Melhor Canção – Dance                                              | Venceu       | [ 76 ] [ 77 ]                   |
| Billboard Music Awards                                                | 2013    | Madonna                                                                                            | Melhor Artista em Turnê                                            | Venceu       | [ 76 ] [ 77 ]                   |
| Billboard Music Awards                                                | 2013    | Madonna                                                                                            | Melhor Artista – Dance                                             | Venceu       | [ 76 ] [ 77 ]                   |
| Billboard Music Awards                                                | 2013    | MDNA                                                                                               | Melhor Álbum – Dance                                               | Venceu       | [ 76 ] [ 77 ]                   |
| Billboard Music Awards                                                | 2016    | Madonna                                                                                            | Melhor Artista em Turnê                                            | Indicado     | [ 76 ] [ 77 ]                   |
| Billboard Music of the '80s Poll Awards                               | 1990    | Madonna                                                                                            | Artista da Década – Pop                                            | Venceu       | [ 78 ]                          |
| Billboard Music of the '80s Poll Awards                               | 1990    | Madonna                                                                                            | Artista da Década – Dance                                          | Venceu       | [ 78 ]                          |
| Billboard Music of the '80s Poll Awards                               | 1990    | "Into the Groove"                                                                                  | Canção da Década – Dance                                           | Venceu       | [ 78 ]                          |
| Billboard Music Video Awards                                          | 1989    | "Express Yourself"                                                                                 | Melhor Vídeo                                                       | Venceu       | [ 79 ] [ 80 ] [ 81 ]            |
| Billboard Music Video Awards                                          | 1992    | "This Used to Be My Playground"                                                                    | Melhor Artista Feminina – Pop ou Rock                              | Indicado     | [ 79 ] [ 80 ] [ 81 ]            |
| Billboard Music Video Awards                                          | 1999    | "Beautiful Stranger"                                                                               | Melhor Vídeo do Ano – Pop                                          | Indicado     | [ 79 ] [ 80 ] [ 81 ]            |
| Billboard Music Video Awards                                          | 2000    | "Music"                                                                                            | Melhor Vídeo do Ano – Pop                                          | Indicado     | [ 79 ] [ 80 ] [ 81 ]            |
| Billboard Music Video Awards                                          | 2000    | "Music"                                                                                            | Melhor Vídeo do Ano                                                | Venceu       | [ 79 ] [ 80 ] [ 81 ]            |
| Billboard Music Video Awards                                          | 2001    | "Don't Tell Me"                                                                                    | Melhor Vídeo do Ano – Pop                                          | Indicado     | [ 79 ] [ 80 ] [ 81 ]            |
| Billboard Music Video Awards                                          | 2001    | "What It Feels Like for a Girl"                                                                    | Melhor Vídeo do Ano – Dance                                        | Indicado     | [ 79 ] [ 80 ] [ 81 ]            |
| Billboard Number One Awards                                           | 1985    | Madonna                                                                                            | Artista do Ano – Pop                                               | Venceu       | [ 82 ]                          |
| Billboard Number One Awards                                           | 1985    | Madonna                                                                                            | Melhor Canção – Pop                                                | Venceu       | [ 82 ]                          |
| Billboard Number One Awards                                           | 1985    | Madonna                                                                                            | Melhor Álbum Feminino – Pop                                        | Venceu       | [ 82 ]                          |
| Billboard Number One Awards                                           | 1985    | Madonna                                                                                            | Melhor Canção Feminina – Pop                                       | Venceu       | [ 82 ]                          |
| Billboard Number One Awards                                           | 1985    | Madonna                                                                                            | Melhor Artista – Dance                                             | Venceu       | [ 82 ]                          |
| Billboard Number One Awards                                           | 1985    | Madonna                                                                                            | Melhor Artista – Dance Club Songs                                  | Venceu       | [ 82 ]                          |
| Billboard Number One Awards                                           | 1985    | Madonna                                                                                            | Melhor VHS                                                         | Venceu       | [ 82 ]                          |
| Billboard Number One Awards                                           | 1986    | Madonna Live: The Virgin Tour                                                                      | Melhor VHS                                                         | Venceu       | [ 83 ]                          |
| Billboard Number One Awards                                           | 1987    | Madonna                                                                                            | Melhor Canção – Pop                                                | Venceu       | [ 84 ]                          |
| Billboard Number One Awards                                           | 1987    | Madonna                                                                                            | Melhor Canção Feminina – Pop                                       | Venceu       | [ 84 ]                          |
| Billboard Number One Awards                                           | 1987    | Madonna                                                                                            | Melhor Artista – Dance                                             | Venceu       | [ 84 ]                          |
| Billboard Number One Awards                                           | 1989    | Madonna                                                                                            | Melhor Artista – Adult Contemporary                                | Venceu       | [ 85 ]                          |
| Billboard Touring Awards                                              | 2004    | Re-Invention World Tour                                                                            | Melhor Turnê                                                       | Venceu       | [ 86 ]                          |
| Billboard Touring Awards                                              | 2006    | Confessions Tour                                                                                   | Maior Arrecadação                                                  | Venceu       | [ 87 ]                          |
| Billboard Touring Awards                                              | 2006    | Confessions Tour                                                                                   | Melhor Figurino                                                    | Indicado     | [ 88 ]                          |
| Billboard Touring Awards                                              | 2006    | Confessions Tour                                                                                   | Melhor Turnê                                                       | Indicado     | [ 88 ]                          |
| Billboard Touring Awards                                              | 2009    | Sticky & Sweet Tour                                                                                | Melhor Figurino                                                    | Venceu       | [ 89 ]                          |
| Billboard Touring Awards                                              | 2009    | Sticky & Sweet Tour                                                                                | Melhor Turnê                                                       | Venceu       | [ 89 ]                          |
| Billboard Touring Awards                                              | 2012    | The MDNA Tour                                                                                      | Melhor Divulgação                                                  | Indicado     | [ 90 ]                          |
| Billboard Touring Awards                                              | 2012    | The MDNA Tour                                                                                      | Melhor Turnê                                                       | Indicado     | [ 90 ]                          |
| Billboard Women in Music                                              | 2016    | Madonna                                                                                            | Mulher do Ano                                                      | Venceu       | [ 91 ]                          |
| Billboard.com Mid-Year Music Awards                                   | 2012    | Avicii com Madonna no Ultra Music Festival                                                         | Melhor Desempenho em um Festival                                   | Venceu       | [ 92 ]                          |
| Billboard.com Mid-Year Music Awards                                   | 2012    | Madonna                                                                                            | Jogador(a) Mais Valioso(a)                                         | Venceu       | [ 92 ]                          |
| Billboard.com Mid-Year Music Awards                                   | 2012    | Madonna no Super Bowl XLVI                                                                         | Melhor Apresentação                                                | Venceu       | [ 92 ]                          |
| Billboard.com Mid-Year Music Awards                                   | 2012    | Madonna vs. Lady Gaga                                                                              | Briga Memorável                                                    | Venceu       | [ 92 ]                          |
| Blockbuster Entertainment Awards                                      | 1995    | Madonna                                                                                            | Artista Feminina Favorita – Pop                                    | Indicado     | [ 93 ]                          |
| Blockbuster Entertainment Awards                                      | 1998    | Madonna                                                                                            | Atriz Favorita – Drama                                             | Indicado     | [ 94 ]                          |
| Blockbuster Entertainment Awards                                      | 2001    | Madonna                                                                                            | Artista Feminina Favorita do Ano                                   | Indicado     | [ 95 ]                          |
| Blockbuster Entertainment Awards                                      | 2001    | Madonna                                                                                            | Artista Feminina Favorita – Pop                                    | Indicado     | [ 95 ]                          |
| Blockbuster Entertainment Awards                                      | 2001    | "Music"                                                                                            | Canção Favorita                                                    | Indicado     | [ 95 ]                          |
| Blue Peter Badge                                                      | 2005    | Madonna                                                                                            | Distintivo Blue Peter                                              | Venceu       | [ 96 ]                          |
| Boyz Readers Awards                                                   | 2006    | Madonna na boate "G-A-Y"                                                                           | Momento do Ano                                                     | Venceu       | [ 75 ]                          |
| Bravo's A-List Awards                                                 | 2009    | "4 Minutes" (com a part. de Justin Timberlake e Timbaland)                                         | Canção Mais Vendida                                                | Indicado     | [ 97 ]                          |
| Bravo Otto Awards (Alemanha)                                          | 1985    | Madonna                                                                                            | Melhor Cantora                                                     | Ouro         | [ 98 ]                          |
| Bravo Otto Awards (Alemanha)                                          | 1986    | Madonna                                                                                            | Melhor Cantora                                                     | Ouro         | [ 99 ]                          |
| Bravo Otto Awards (Alemanha)                                          | 1987    | Madonna                                                                                            | Melhor Cantora                                                     | Ouro         | [ 100 ]                         |
| Bravo Otto Awards (Alemanha)                                          | 1989    | Madonna                                                                                            | Melhor Cantora                                                     | Prata        | [ 101 ]                         |
| Bravo Otto Awards (Alemanha)                                          | 1992    | Madonna                                                                                            | Melhor Cantora                                                     | Prata        | [ 102 ]                         |
| Bravo Otto Awards (Alemanha)                                          | 1993    | Madonna                                                                                            | Melhor Cantora                                                     | Bronze       | [ 103 ]                         |
| Bravo Otto Awards (Alemanha)                                          | 1994    | Madonna                                                                                            | Melhor Cantora                                                     | Bronze       | [ 104 ]                         |
| Bravo Otto Awards (Hungria)                                           | 2006    | Confessions on a Dance Floor                                                                       | Melhor Álbum Estrangeiro                                           | Venceu       | [ 105 ]                         |
| Brit Awards                                                           | 1986    | Madonna                                                                                            | Artista Internacional                                              | Indicado     | [ 106 ]                         |
| Brit Awards                                                           | 1987    | Madonna                                                                                            | Artista Internacional                                              | Indicado     | [ 106 ]                         |
| Brit Awards                                                           | 1988    | Madonna                                                                                            | Artista Internacional                                              | Indicado     | [ 106 ]                         |
| Brit Awards                                                           | 1991    | Madonna                                                                                            | Cantora Internacional                                              | Indicado     | [ 106 ]                         |
| Brit Awards                                                           | 1992    | Madonna                                                                                            | Artista Internacional                                              | Indicado     | [ 106 ]                         |
| Brit Awards                                                           | 1993    | Madonna                                                                                            | Artista Internacional                                              | Indicado     | [ 106 ]                         |
| Brit Awards                                                           | 1995    | Madonna                                                                                            | Cantora Internacional                                              | Indicado     | [ 106 ]                         |
| Brit Awards                                                           | 1999    | Madonna                                                                                            | Cantora Internacional                                              | Indicado     | [ 106 ]                         |
| Brit Awards                                                           | 2001    | Madonna                                                                                            | Cantora Internacional                                              | Venceu       | [ 106 ]                         |
| Brit Awards                                                           | 2006    | Madonna                                                                                            | Cantora Internacional                                              | Venceu       | [ 106 ]                         |
| Brit Awards                                                           | 2006    | Madonna                                                                                            | Melhor Artista – Pop                                               | Indicado     | [ 106 ]                         |
| Brit Awards                                                           | 2006    | Confessions on a Dance Floor                                                                       | Álbum Internacional                                                | Indicado     | [ 106 ]                         |
| British LGBT Awards                                                   | 2017    | Madonna                                                                                            | Prêmio Viacom Music                                                | Indicado     | [ 107 ]                         |
| British Videogram Association (BVA)                                   | 1991    | The Immaculate Collection                                                                          | Melhor Vídeo Musical                                               | Venceu       | [ 108 ]                         |
| Broadcast Tech Innovation Awards                                      | 2019    | Madonna                                                                                            | Melhor Uso de IA ao Vivo (Billboard Music Awards de 2019)          | Venceu       | [ 109 ]                         |
| BT Digital Music Awards                                               | 2006    | Madonna Fansite                                                                                    | Melhor Website (Não Oficial)                                       | Indicado     | [ 110 ]                         |
| Buenos Aires Music Video Festival                                     | 2020    | World of Madame X                                                                                  | Melhor Documentário                                                | Venceu       | [ 111 ]                         |
| CableACE Awards                                                       | 1994    | The Girlie Show: Live Down Under                                                                   | Melhor Concerto Musical                                            | Indicado     | [ 112 ]                         |
| Calçada da Fama                                                       | 1990    | Madonna                                                                                            | Calçada da Fama                                                    | Indicado     | [ 113 ]                         |
| Capital Gold Legends Awards                                           | 2003    | Madonna                                                                                            | Mulher Legendária                                                  | Indicado     | [ 114 ]                         |
| Capital Music Awards                                                  | 2001    | Madonna                                                                                            | Melhor Cantora Internacional                                       | Venceu       | [ 115 ]                         |
| Capital Music Awards                                                  | 2006    | Madonna                                                                                            | Melhor Cantora Internacional                                       | Venceu       | [ 116 ]                         |
| Cash Box Programmers Choice Awards                                    | 1986    | Madonna                                                                                            | Artista Feminina – Vídeos Musicais                                 | 4º lugar     | [ 117 ]                         |
| Cash Box Programmers Choice Awards                                    | 1986    | Madonna                                                                                            | Artista Feminina – Canções                                         | 3º lugar     | [ 117 ]                         |
| Cash Box Programmers Choice Awards                                    | 1986    | "Live to Tell"                                                                                     | Melhor Canção em Mídia Visual                                      | 4º lugar     | [ 117 ]                         |
| Cash Box Programmers Choice Awards                                    | 1988    | Madonna                                                                                            | Melhor Artista Feminina                                            | Venceu       | [ 118 ]                         |
| Cash Box Programmers Choice Awards                                    | 1988    | Madonna                                                                                            | Artista Feminina – Canções                                         | 2º lugar     | [ 118 ]                         |
| Cash Box Programmers Choice Awards                                    | 1988    | Madonna                                                                                            | Artista Feminina – Vídeos Musicais                                 | 4º lugar     | [ 118 ]                         |
| Cash Box Programmers Choice Awards                                    | 1988    | Madonna                                                                                            | Artista Feminina – Álbuns                                          | 3º lugar     | [ 118 ]                         |
| Cash Box Programmers Choice Awards                                    | 1988    | Madonna                                                                                            | Artista Feminina – Canções                                         | 3º lugar     | [ 118 ]                         |
| Cash Box Programmers Choice Awards                                    | 1988    | "Open Your Heart"                                                                                  | Canção – Top 10                                                    | 4º lugar     | [ 118 ]                         |
| Cash Box Programmers Choice Awards                                    | 1989    | Madonna                                                                                            | Melhor Artista Feminina – Pop                                      | 2º lugar     | [ 119 ]                         |
| Cash Box Programmers Choice Awards                                    | 1989    | Madonna                                                                                            | Melhor Artista Feminina – Dance                                    | Venceu       | [ 119 ]                         |
| Cash Box Programmers Choice Awards                                    | 1989    | Madonna                                                                                            | Melhor Artista – Pop                                               | 2º lugar     | [ 119 ]                         |
| Cash Box Programmers Choice Awards                                    | 1989    | "Like a Prayer"                                                                                    | Melhor Canção – Pop                                                | Venceu       | [ 119 ]                         |
| Cash Box Programmers Choice Awards                                    | 1989    | "Like a Prayer"                                                                                    | Melhor Canção – Dance                                              | Venceu       | [ 119 ]                         |
| Cash Box Programmers Choice Awards                                    | 1989    | Like a Prayer                                                                                      | Melhor Álbum – Pop                                                 | Indicado     | [ 119 ]                         |
| Cash Box Year-End Awards                                              | 1983    | Madonna                                                                                            | Artista Revelação                                                  | 2º lugar     | [ 120 ]                         |
| Cash Box Year-End Awards                                              | 1983    | Madonna                                                                                            | Melhor Artista Feminina – Pop                                      | 2º lugar     | [ 120 ]                         |
| Cash Box Year-End Awards                                              | 1983    | Madonna                                                                                            | Melhor Artista                                                     | 2º lugar     | [ 120 ]                         |
| Cash Box Year-End Awards                                              | 1984    | Madonna                                                                                            | Melhor Artista Feminina – Pop                                      | Venceu       | [ 121 ]                         |
| Cash Box Year-End Awards                                              | 1984    | Madonna                                                                                            | Melhor Artista                                                     | Venceu       | [ 121 ]                         |
| Cash Box Year-End Awards                                              | 1984    | Madonna                                                                                            | Artista Feminina – Canções                                         | 4º lugar     | [ 121 ]                         |
| Cash Box Year-End Awards                                              | 1984    | Madonna                                                                                            | Artista Feminina – Álbuns                                          | 4º lugar     | [ 121 ]                         |
| Cash Box Year-End Awards                                              | 1984    | Madonna                                                                                            | Melhor Álbum                                                       | Indicado     | [ 121 ]                         |
| Cash Box Year-End Awards                                              | 1985    | Madonna                                                                                            | Artista Feminina – Canções                                         | Venceu       | [ 122 ]                         |
| Cash Box Year-End Awards                                              | 1985    | Madonna                                                                                            | Artista Feminina – Álbuns                                          | Venceu       | [ 122 ]                         |
| Cash Box Year-End Awards                                              | 1985    | Madonna                                                                                            | Prêmio Especial                                                    | Venceu       | [ 122 ]                         |
| Cash Box Year-End Awards                                              | 1985    | Madonna                                                                                            | Maiores Vendas                                                     | Venceu       | [ 122 ]                         |
| Cash Box Year-End Awards                                              | 1985    | Madonna                                                                                            | Artista Feminina – Vídeos Musicais                                 | 2º lugar     | [ 122 ]                         |
| Cash Box Year-End Awards                                              | 1985    | Like a Virgin                                                                                      | Melhor Álbum – Pop                                                 | 2º lugar     | [ 122 ]                         |
| Cash Box Year-End Awards                                              | 1985    | Like a Virgin                                                                                      | CD Mais Vendido                                                    | 3º lugar     | [ 122 ]                         |
| Cash Box Year-End Awards                                              | 1985    | Like a Virgin                                                                                      | Melhor Álbum                                                       | Indicado     | [ 122 ]                         |
| Cash Box Year-End Awards                                              | 1985    | "Into the Groove"                                                                                  | Melhor Vídeo Musical                                               | Indicado     | [ 122 ]                         |
| Cash Box Year-End Awards                                              | 1985    | "Into the Groove"                                                                                  | Maiores Vendas                                                     | 3º lugar     | [ 122 ]                         |
| Cash Box Year-End Awards                                              | 1986    | Madonna                                                                                            | Artista Feminina – Canções                                         | Venceu       | [ 123 ]                         |
| Cash Box Year-End Awards                                              | 1986    | Madonna                                                                                            | Melhor Artista                                                     | Venceu       | [ 123 ]                         |
| Cash Box Year-End Awards                                              | 1986    | Madonna                                                                                            | Maiores Vendas                                                     | 2º lugar     | [ 123 ]                         |
| Cash Box Year-End Awards                                              | 1986    | Madonna                                                                                            | Artista Feminina – Álbuns                                          | 4º lugar     | [ 123 ]                         |
| Cash Box Year-End Awards                                              | 1986    | Madonna                                                                                            | Artista Feminina – Vídeos Musicais                                 | 4º lugar     | [ 123 ]                         |
| Cash Box Year-End Awards                                              | 1986    | True Blue                                                                                          | Melhor Álbum – Pop                                                 | Indicado     | [ 123 ]                         |
| Cash Box Year-End Awards                                              | 1987    | Madonna                                                                                            | Artista Feminina – Álbuns                                          | 5º lugar     | [ 124 ]                         |
| Cash Box Year-End Awards                                              | 1987    | Madonna                                                                                            | Artista Feminina – Vídeos Musicais                                 | 3º lugar     | [ 124 ]                         |
| Cash Box Year-End Awards                                              | 1987    | "Open Your Heart"                                                                                  | Top 50: Melhor Canção – Pop                                        | Indicado     | [ 124 ]                         |
| Cash Box Year-End Awards                                              | 1987    | "Who's That Girl"                                                                                  | Top 50: Melhor Canção – Pop                                        | Indicado     | [ 124 ]                         |
| Cash Box Year-End Awards                                              | 1987    | "Causing a Commotion"                                                                              | Top 50: Melhor Canção – Pop                                        | Indicado     | [ 124 ]                         |
| Cash Box Year-End Awards                                              | 1987    | "La Isla Bonita"                                                                                   | Top 50: Melhor Canção – Pop                                        | Indicado     | [ 124 ]                         |
| Cash Box Year-End Awards                                              | 1989    | Like a Prayer                                                                                      | Top 50: Melhor Álbum – Pop                                         | Indicado     | [ 125 ]                         |
| Cash Box Year-End Awards                                              | 1989    | Madonna                                                                                            | Artista Feminina – Álbuns                                          | 2º lugar     | [ 125 ]                         |
| Cash Box Year-End Awards                                              | 1989    | "Like a Prayer"                                                                                    | Top 50: Melhor Canção – Pop                                        | Venceu       | [ 125 ]                         |
| Cash Box Year-End Awards                                              | 1989    | "Express Yourself"                                                                                 | Top 50: Melhor Canção – Pop                                        | Indicado     | [ 125 ]                         |
| Cash Box Year-End Awards                                              | 1989    | "Cherish"                                                                                          | Top 50: Melhor Canção – Pop                                        | Indicado     | [ 125 ]                         |
| Cash Box Year-End Awards                                              | 1989    | Madonna                                                                                            | Artista Feminina – Canções                                         | 2º lugar     | [ 125 ]                         |
| Cash Box Year-End Awards                                              | 1989    | "Like a Prayer"                                                                                    | Top 25: Melhor Canção – Dance                                      | Venceu       | [ 125 ]                         |
| Cash Box Year-End Awards                                              | 1989    | "Express Yourself"                                                                                 | Top 25: Melhor Canção – Dance                                      | Indicado     | [ 125 ]                         |
| Cash Box Year-End Awards                                              | 1989    | "Cherish"                                                                                          | Top 25: Melhor Canção – Dance                                      | Indicado     | [ 125 ]                         |
| Cash Box Year-End Awards                                              | 1989    | "Into the Groove"                                                                                  | Canção da Década – Dance                                           | Venceu       | [ 125 ]                         |
| Cash Box Year-End Awards                                              | 1990    | I'm Breathless                                                                                     | Top 50: Melhor Álbum – Pop                                         | Indicado     | [ 126 ]                         |
| Cash Box Year-End Awards                                              | 1990    | "Vogue"                                                                                            | Top 50: Melhor Canção – Pop                                        | Venceu       | [ 126 ]                         |
| Cash Box Year-End Awards                                              | 1990    | Madonna                                                                                            | Melhor Artista Feminina – Pop                                      | 3º lugar     | [ 126 ]                         |
| Cash Box Year-End Awards                                              | 1990    | "Vogue"                                                                                            | Top 25: Melhor Canção – Dance                                      | 3º lugar     | [ 126 ]                         |
| Cash Box Year-End Awards                                              | 1991    | The Immaculate Collection                                                                          | Top 50: Melhor Álbum – Pop                                         | Indicado     | [ 127 ]                         |
| Cash Box Year-End Awards                                              | 1992    | "This Used to Be My Playground"                                                                    | Top 50: Melhor Canção – Pop                                        | Indicado     | [ 128 ]                         |
| Cash Box Year-End Awards                                              | 1993    | Erotica                                                                                            | Top 50: Melhor Álbum – Pop                                         | Indicado     | [ 129 ]                         |
| Cash Box Year-End Awards                                              | 1994    | Madonna                                                                                            | Artista Feminina – Canções                                         | 4º lugar     | [ 130 ]                         |
| Cash Box Year-End Awards                                              | 1994    | "I'll Remember"                                                                                    | Top 50: Melhor Canção – Pop                                        | Indicado     | [ 130 ]                         |
| Cash Box Year-End Awards                                              | 1994    | "Secret"                                                                                           | Top 50: Melhor Canção – Pop                                        | Indicado     | [ 130 ]                         |
| Cash Box Year-End Awards                                              | 1995    | Madonna                                                                                            | Artista Feminina – Canções                                         | Venceu       | [ 131 ]                         |
| Cash Box Year-End Awards                                              | 1995    | Madonna                                                                                            | Melhor Artista Feminina – Pop ou Rock                              | Indicado     | [ 131 ]                         |
| Cash Box Year-End Awards                                              | 1995    | "Take a Bow"                                                                                       | Melhor Canção – Pop                                                | 2º lugar     | [ 131 ]                         |
| Cash Box Year-End Awards                                              | 1995    | Bedtime Stories                                                                                    | Melhor Álbum – Pop                                                 | Indicado     | [ 131 ]                         |
| CD Review Awards                                                      | 1994    | Madonna                                                                                            | Diva da Década                                                     | Honraria     | [ 132 ]                         |
| Channel [V] Thailand Music Video Awards                               | 2004    | "Me Against the Music" (Britney Spears com a part. de Madonna)                                     | Escolha do Público                                                 | Venceu       | [ 133 ]                         |
| Choix du Québec                                                       | 1990    | "Vogue"                                                                                            | Melhor Canção Anglófona                                            | Indicado     | [ 134 ]                         |
| Clairol Colour Awards                                                 | 2002    | Madonna                                                                                            | Melhor Cor de Cabelo                                               | 2º lugar     | [ 135 ]                         |
| CMJ New Music Awards                                                  | 1984    | Madonna                                                                                            | Melhor Artista Feminina                                            | Indicado     | [ 136 ]                         |
| CMJ New Music Awards                                                  | 1989    | Madonna                                                                                            | Artista Feminina do Ano                                            | Indicado     | [ 137 ]                         |
| CMJ New Music Awards                                                  | 1989    | "Like a Prayer"                                                                                    | Vídeo do Ano                                                       | Indicado     | [ 137 ]                         |
| CMJ New Music Awards                                                  | 1989    | "Express Yourself"                                                                                 | Vídeo do Ano                                                       | Indicado     | [ 137 ]                         |
| Composers and Authors Society of Hong Kong                            | 2009    | "4 Minutes" (com a part. de Justin Timberlake e Timbaland)                                         | Melhor Canção – Pop                                                | Venceu       | [ 138 ]                         |
| Cosmo Readers Choice Awards                                           | 2001    | Madonna                                                                                            | Melhor Cantora                                                     | 2º lugar     | [ 139 ]                         |
| Cosmo Hong Kong Beauty Awards                                         | 2018    | MDNA Skin                                                                                          | Melhor Marca                                                       | Venceu       | [ 140 ]                         |
| Countdown Australian Music Awards                                     | 1985    | Madonna                                                                                            | Artista Mais Popular – Internacional                               | Indicado     | [ 141 ]                         |
| Countdown Australian Music Awards                                     | 1985    | Madonna                                                                                            | Melhor Cantora                                                     | Venceu       | [ 141 ]                         |
| Countdown Australian Music Awards                                     | 1986    | Madonna                                                                                            | Melhor Vocalista                                                   | Venceu       | [ 142 ]                         |
| Countdown Australian Music Awards                                     | 1986    | Madonna                                                                                            | Artista Mais Popular – Internacional                               | Indicado     | [ 143 ]                         |
| Countdown Australian Music Awards                                     | 1992    | Madonna                                                                                            | Cantora Mais Popular – Internacional                               | Venceu       | [ 144 ]                         |
| Dance Music Awards                                                    | 1990    | Madonna                                                                                            | Melhor Artista – Dance                                             | Indicado     | [ 145 ]                         |
| Danish Music Awards                                                   | 1999    | Madonna                                                                                            | Melhor Artista Feminina Internacional                              | Venceu       | [ 146 ]                         |
| Danish Music Awards                                                   | 1999    | Ray of Light                                                                                       | Melhor Álbum Internacional                                         | Venceu       | [ 146 ]                         |
| Danish Music Awards                                                   | 2001    | Music                                                                                              | Melhor Álbum Internacional                                         | Venceu       | [ 147 ]                         |
| Danish Music Awards                                                   | 2001    | "Music"                                                                                            | Melhor Canção Internacional                                        | Venceu       | [ 147 ]                         |
| Detroit Music Awards                                                  | 2001    | Music                                                                                              | Melhor Álbum Nacional                                              | Indicado     | [ 148 ]                         |
| Detroit Music Awards                                                  | 2009    | Hard Candy                                                                                         | Maior Lançamento                                                   | Indicado     | [ 149 ]                         |
| Detroit Music Awards                                                  | 2020    | Madame X                                                                                           | Maior Lançamento                                                   | Indicado     | [ 150 ]                         |
| DJ Awards                                                             | 1987    | Madonna                                                                                            | Artista Feminina do Ano                                            | Venceu       | [ 151 ]                         |
| DJ Awards                                                             | 1987    | Who's That Girl World Tour                                                                         | Turnê do Ano                                                       | Indicado     | [ 151 ]                         |
| Dorian Awards                                                         | 2015    | "Same Love" (ao vivo no Grammy Awards de 2014)                                                     | Melhor Apresentação Televisiva                                     | Indicado     | [ 152 ]                         |
| Dotmusic Online Music Awards                                          | 2001    | Madonna no Brixton Academy                                                                         | Melhor Concerto Ao Vivo                                            | Venceu       | [ 153 ]                         |
| Dotmusic Online Music Awards                                          | 2002    | Drowned World Tour 2001                                                                            | Melhor DVD Musical                                                 | Venceu       | [ 154 ]                         |
| E! Awards                                                             | 2001    | Madonna                                                                                            | Artista do Ano                                                     | Indicado     | [ 155 ]                         |
| E! Golden Hanger Awards                                               | 1998    | Madonna                                                                                            | Melhor Corpo do Ano                                                | Indicado     | [ 156 ]                         |
| Echo Awards                                                           | 1996    | Madonna                                                                                            | Melhor Artista Feminina Internacional                              | Venceu       | [ 157 ]                         |
| Echo Awards                                                           | 2001    | Madonna                                                                                            | Melhor Artista Feminina Internacional                              | Indicado     | [ 158 ]                         |
| Echo Awards                                                           | 2004    | Madonna                                                                                            | Melhor Artista Feminina Internacional                              | Indicado     | [ 159 ]                         |
| Echo Awards                                                           | 2006    | Madonna                                                                                            | Melhor Artista Feminina Internacional                              | Venceu       | [ 160 ]                         |
| Echo Awards                                                           | 2006    | "Hung Up"                                                                                          | Sucesso do Ano                                                     | Venceu       | [ 160 ]                         |
| Echo Awards                                                           | 2009    | Madonna                                                                                            | Melhor Artista Feminina Internacional                              | Indicado     | [ 161 ]                         |
| Echo Awards                                                           | 2016    | Madonna                                                                                            | Melhor Artista Feminina Internacional                              | Indicado     | [ 162 ]                         |
| Edison Award                                                          | 1999    | Madonna                                                                                            | Melhor Artista Feminina Internacional                              | Venceu       | [ 163 ]                         |
| Edison Award                                                          | 2001    | Madonna                                                                                            | Melhor Artista Feminina Internacional                              | Venceu       | [ 163 ]                         |
| Electronic Dance Music Awards                                         | 2024    | "Sorry" (com a part. de Blond:ish, Eran Hersh e Darmon)                                            | Canção do Ano – Dance                                              | Indicado     | [ 164 ]                         |
| Elle Style Awards                                                     | 1998    | Madonna                                                                                            | Cantora Mais Estilosa                                              | Indicado     | [ 165 ]                         |
| Elle Style Awards                                                     | 1999    | Madonna                                                                                            | Estrela Musical                                                    | Indicado     | [ 166 ]                         |
| Elle Style Awards                                                     | 2007    | Madonna                                                                                            | Prêmio Ícone de Estilo                                             | Honraria     | [ 167 ]                         |
| Emma Gala                                                             | 2000    | Madonna                                                                                            | Artista Estrangeiro(a) do Ano                                      | Indicado     | [ 168 ]                         |
| Emma Gala                                                             | 2009    | Madonna                                                                                            | Artista Estrangeiro(a) do Ano                                      | Indicado     | [ 169 ]                         |
| Flash Film Festival                                                   | 2000    | MadonnaMusic                                                                                       | Melhor Design de Website                                           | Venceu       | [ 170 ]                         |
| Framboesa de Ouro                                                     | 1987    | Shanghai Surprise                                                                                  | Pior Atriz                                                         | Venceu       | [ 171 ]                         |
| Framboesa de Ouro                                                     | 1988    | Who's That Girl                                                                                    | Pior Atriz                                                         | Venceu       | [ 171 ]                         |
| Framboesa de Ouro                                                     | 1990    | Bloodhounds of Broadway                                                                            | Pior Atriz Coadjuvante                                             | Indicado     | [ 171 ]                         |
| Framboesa de Ouro                                                     | 1990    | Madonna                                                                                            | Pior Atriz da Década                                               | Indicado     | [ 171 ]                         |
| Framboesa de Ouro                                                     | 1990    | Madonna                                                                                            | Pior Revelação da Década                                           | Indicado     | [ 171 ]                         |
| Framboesa de Ouro                                                     | 1992    | Madonna: Truth or Dare                                                                             | Pior Atriz                                                         | Indicado     | [ 171 ]                         |
| Framboesa de Ouro                                                     | 1994    | Body of Evidence                                                                                   | Pior Atriz                                                         | Venceu       | [ 171 ]                         |
| Framboesa de Ouro                                                     | 1996    | Four Rooms                                                                                         | Pior Atriz Coadjuvante                                             | Venceu       | [ 171 ]                         |
| Framboesa de Ouro                                                     | 2000    | Madonna                                                                                            | Pior Atriz do Século                                               | Venceu       | [ 171 ]                         |
| Framboesa de Ouro                                                     | 2001    | The Next Best Thing                                                                                | Pior Atriz                                                         | Venceu       | [ 171 ]                         |
| Framboesa de Ouro                                                     | 2001    | The Next Best Thing                                                                                | Pior Casal                                                         | Indicado     | [ 171 ]                         |
| Framboesa de Ouro                                                     | 2003    | Swept Away                                                                                         | Pior Atriz                                                         | Venceu       | [ 171 ]                         |
| Framboesa de Ouro                                                     | 2003    | Swept Away                                                                                         | Pior Casal                                                         | Venceu       | [ 171 ]                         |
| Framboesa de Ouro                                                     | 2003    | Die Another Day                                                                                    | Pior Atriz Coadjuvante                                             | Venceu       | [ 171 ]                         |
| Framboesa de Ouro                                                     | 2003    | "Die Another Day"                                                                                  | Pior Canção Original                                               | Indicado     | [ 171 ]                         |
| Framboesa de Ouro                                                     | 2010    | Madonna                                                                                            | Pior Atriz da Década                                               | Indicado     | [ 171 ]                         |
| Fryderyk                                                              | 1998    | Ray of Light                                                                                       | Melhor Álbum Estrangeiro                                           | Venceu       | [ 172 ]                         |
| Fryderyk                                                              | 2000    | Music                                                                                              | Melhor Álbum Estrangeiro                                           | Indicado     | [ 173 ]                         |
| GAFFA Awards                                                          | 1992    | Madonna                                                                                            | Artista Superestimado(a)                                           | Venceu       | [ 174 ]                         |
| GAFFA Awards                                                          | 1998    | Ray of Light                                                                                       | Melhor Álbum Estrangeiro                                           | Indicado     | [ 174 ]                         |
| GAFFA Awards                                                          | 1998    | "Frozen"                                                                                           | Melhor Vídeo Musical Estrangeiro                                   | Indicado     | [ 174 ]                         |
| GAFFA Awards                                                          | 1998    | Madonna                                                                                            | Melhor Artista Estrangeira                                         | Venceu       | [ 174 ]                         |
| GAFFA Awards                                                          | 2000    | Madonna                                                                                            | Melhor Artista Estrangeira                                         | Venceu       | [ 174 ]                         |
| GAFFA Awards                                                          | 2000    | "Music"                                                                                            | Melhor Canção Estrangeira                                          | Indicado     | [ 174 ]                         |
| GAFFA Awards                                                          | 2003    | Madonna                                                                                            | Melhor Artista Estrangeira                                         | Indicado     | [ 174 ]                         |
| GAFFA Awards                                                          | 2005    | Madonna                                                                                            | Melhor Artista Estrangeira                                         | Venceu       | [ 174 ]                         |
| GAFFA Awards                                                          | 2006    | Madonna                                                                                            | Melhor Artista Estrangeira                                         | Indicado     | [ 174 ]                         |
| Gaygalan Awards                                                       | 2006    | "Hung Up"                                                                                          | Canção Internacional do Ano                                        | Venceu       | [ 175 ]                         |
| Gaygalan Awards                                                       | 2009    | "Miles Away"                                                                                       | Canção Internacional do Ano                                        | Indicado     | [ 176 ]                         |
| Gaygalan Awards                                                       | 2009    | "4 Minutes" (com a part. de Justin Timberlake e Timbaland)                                         | Canção Internacional do Ano                                        | Indicado     | [ 176 ]                         |
| Gaygalan Awards                                                       | 2010    | "Celebration"                                                                                      | Canção Internacional do Ano                                        | Indicado     | [ 177 ]                         |
| Gay.it Awards                                                         | 2022    | "Break My Soul (The Queen Remix)" (Beyoncé com Madonna)                                            | Canção Internacional do Ano                                        | Indicado     | [ 178 ]                         |
| Gay.it Awards                                                         | 2022    | "Into The Groove Remix"                                                                            | Canção Internacional do Ano                                        | Indicado     | [ 178 ]                         |
| Gay Times Readers' Awards                                             | 2008    | Madonna                                                                                            | Ícone Feminino                                                     | Bronze       | [ 179 ]                         |
| GLAAD Media Awards                                                    | 1991    | Madonna                                                                                            | Reconhecimento Especial                                            | Honraria     | [ 180 ]                         |
| GLAAD Media Awards                                                    | 2019    | Madonna                                                                                            | Defensora das Transformações                                       | Honraria     | [ 181 ]                         |
| Glamour Awards                                                        | 1990    | Madonna                                                                                            | Mulher do Ano                                                      | Venceu       | [ 182 ]                         |
| Global Awards                                                         | 2024    | Madonna                                                                                            | Ícone Global                                                       | Indicado     | [ 183 ]                         |
| Golden Apple Awards                                                   | 1992    | Madonna                                                                                            | Prêmio Sour Apple                                                  | Venceu       | [ 184 ]                         |
| Goldmine Hall of Fame                                                 | 2012    | Madonna                                                                                            | Hall da Fama (Artista)                                             | Induzido     | [ 185 ]                         |
| Goldmine Hall of Fame                                                 | 2016    | Madonna                                                                                            | Hall da Fama (Compositora)                                         | Induzido     | [ 186 ]                         |
| Grammy Awards                                                         | 1986    | "Crazy for You"                                                                                    | Melhor Desempenho Feminino de Pop                                  | Indicado     | [ 187 ]                         |
| Grammy Awards                                                         | 1987    | "Papa Don't Preach"                                                                                | Melhor Desempenho Feminino de Pop                                  | Indicado     | [ 187 ]                         |
| Grammy Awards                                                         | 1988    | "Who's That Girl"                                                                                  | Melhor Canção em Mídia Visual                                      | Indicado     | [ 187 ]                         |
| Grammy Awards                                                         | 1991    | "Oh Father"                                                                                        | Melhor Vídeo Musical                                               | Indicado     | [ 187 ]                         |
| Grammy Awards                                                         | 1992    | Blond Ambition World Tour Live                                                                     | Melhor Filme Musical                                               | Venceu       | [ 187 ]                         |
| Grammy Awards                                                         | 1995    | The Girlie Show: Live Down Under                                                                   | Melhor Filme Musical                                               | Indicado     | [ 187 ]                         |
| Grammy Awards                                                         | 1995    | "I'll Remember"                                                                                    | Melhor Canção em Mídia Visual                                      | Indicado     | [ 187 ]                         |
| Grammy Awards                                                         | 1996    | Bedtime Stories                                                                                    | Melhor Álbum Vocal de Pop                                          | Indicado     | [ 187 ]                         |
| Grammy Awards                                                         | 1999    | Ray of Light                                                                                       | Álbum do Ano                                                       | Indicado     | [ 187 ]                         |
| Grammy Awards                                                         | 1999    | Ray of Light                                                                                       | Melhor Álbum Vocal de Pop                                          | Venceu       | [ 187 ]                         |
| Grammy Awards                                                         | 1999    | "Ray of Light"                                                                                     | Melhor Gravação de Dance                                           | Venceu       | [ 187 ]                         |
| Grammy Awards                                                         | 1999    | "Ray of Light"                                                                                     | Melhor Vídeo Musical                                               | Venceu       | [ 187 ]                         |
| Grammy Awards                                                         | 1999    | "Ray of Light"                                                                                     | Gravação do Ano                                                    | Indicado     | [ 187 ]                         |
| Grammy Awards                                                         | 2000    | "Beautiful Stranger"                                                                               | Melhor Desempenho Feminino de Pop                                  | Indicado     | [ 187 ]                         |
| Grammy Awards                                                         | 2000    | "Beautiful Stranger"                                                                               | Melhor Canção em Mídia Visual                                      | Venceu       | [ 187 ]                         |
| Grammy Awards                                                         | 2001    | Music                                                                                              | Melhor Álbum Vocal de Pop                                          | Indicado     | [ 187 ]                         |
| Grammy Awards                                                         | 2001    | "Music"                                                                                            | Melhor Desempenho Feminino de Pop                                  | Indicado     | [ 187 ]                         |
| Grammy Awards                                                         | 2001    | "Music"                                                                                            | Gravação do Ano                                                    | Indicado     | [ 187 ]                         |
| Grammy Awards                                                         | 2002    | "Don't Tell Me"                                                                                    | Melhor Vídeo Musical                                               | Indicado     | [ 187 ]                         |
| Grammy Awards                                                         | 2004    | "Die Another Day"                                                                                  | Melhor Gravação de Dance                                           | Indicado     | [ 187 ]                         |
| Grammy Awards                                                         | 2004    | "Die Another Day"                                                                                  | Melhor Vídeo Musical                                               | Indicado     | [ 187 ]                         |
| Grammy Awards                                                         | 2007    | Confessions on a Dance Floor                                                                       | Melhor Álbum de Dance ou Eletrônica                                | Venceu       | [ 187 ]                         |
| Grammy Awards                                                         | 2007    | "Get Together"                                                                                     | Melhor Gravação de Dance                                           | Indicado     | [ 187 ]                         |
| Grammy Awards                                                         | 2007    | I'm Going to Tell You a Secret                                                                     | Melhor Filme Musical                                               | Indicado     | [ 187 ]                         |
| Grammy Awards                                                         | 2008    | The Confessions Tour                                                                               | Melhor Filme Musical                                               | Venceu       | [ 187 ]                         |
| Grammy Awards                                                         | 2009    | "4 Minutes" (com a part. de Justin Timberlake e Timbaland)                                         | Melhor Colaboração Vocal de Pop                                    | Indicado     | [ 187 ]                         |
| Grammy Awards                                                         | 2009    | "Give It 2 Me"                                                                                     | Melhor Gravação de Dance                                           | Indicado     | [ 187 ]                         |
| Grammy Awards                                                         | 2010    | "Celebration"                                                                                      | Melhor Gravação de Dance                                           | Indicado     | [ 187 ]                         |
| Harper's Bazaar Beauty Awards                                         | 2018    | MDNA Skin: The Eye Mask                                                                            | Melhor Máscara Facial                                              | Venceu       | [ 188 ]                         |
| Harper's Bazaar Beauty Awards                                         | 2019    | MDNA Skin: The Beauty Roller                                                                       | Prêmio Antienvelhecimento                                          | Venceu       | [ 189 ]                         |
| Her World Beauty Awards                                               | 2019    | MDNA Skin: The Serum                                                                               | Melhor Soro de Reidratação                                         | Venceu       | [ 190 ]                         |
| Hit Awards (Hong Kong)                                                | 1992    | Madonna                                                                                            | Melhor Artista Feminina                                            | Indicado     | [ 191 ]                         |
| Hit Awards (Hong Kong)                                                | 1992    | Madonna                                                                                            | Melhor Artista – Dance                                             | Indicado     | [ 191 ]                         |
| Hit Awards (Hong Kong)                                                | 1992    | "Erotica"                                                                                          | Canção do Ano                                                      | Indicado     | [ 191 ]                         |
| Hit Awards (Noruega)                                                  | 2001    | Madonna                                                                                            | Melhor Artista Feminina Internacional                              | Venceu       | [ 192 ]                         |
| Hit FM Music Awards (China)                                           | 2009    | Madonna                                                                                            | Melhor Artista Feminina                                            | Indicado     | [ 193 ] [ 194 ]                 |
| Hit FM Music Awards (China)                                           | 2009    | "Miles Away"                                                                                       | Top 10: Canções do Ano                                             | Venceu       | [ 193 ] [ 194 ]                 |
| Hit FM Music Awards (China)                                           | 2009    | "Give It 2 Me"                                                                                     | Top 10: Canções do Ano                                             | Indicado     | [ 193 ] [ 194 ]                 |
| Hit FM Music Awards (China)                                           | 2009    | "4 Minutes" (com a part. de Justin Timberlake e Timbaland)                                         | Top 10: Canções do Ano                                             | Indicado     | [ 193 ] [ 194 ]                 |
| HMV's Poll of Polls                                                   | 1999    | Madonna                                                                                            | Cantora do Milênio                                                 | Honraria     | [ 195 ]                         |
| Hong Kong Top Sales Music Awards                                      | 2001    | Music                                                                                              | Álbuns Mais Vendidos do Ano                                        | Venceu       | [ 196 ]                         |
| Hong Kong Top Sales Music Awards                                      | 2005    | Confessions on a Dance Floor                                                                       | Álbuns Mais Vendidos do Ano                                        | Venceu       | [ 197 ]                         |
| Hong Kong Top Sales Music Awards                                      | 2007    | The Confessions Tour                                                                               | Álbuns Mais Vendidos do Ano                                        | Venceu       | [ 198 ]                         |
| Hungarian Music Awards                                                | 1999    | Ray of Light                                                                                       | Álbum Internacional do Ano – Pop                                   | Venceu       | [ 199 ]                         |
| Hungarian Music Awards                                                | 2001    | Music                                                                                              | Álbum Internacional do Ano – Pop                                   | Venceu       | [ 200 ]                         |
| Hungarian Music Awards                                                | 2004    | American Life                                                                                      | Álbum Internacional do Ano – Pop                                   | Indicado     | [ 201 ]                         |
| Hungarian Music Awards                                                | 2005    | American Life                                                                                      | Álbum Internacional do Ano – Pop                                   | Indicado     | [ 202 ]                         |
| Hungarian Music Awards                                                | 2006    | Confessions on a Dance Floor                                                                       | Álbum Internacional do Ano – Pop                                   | Indicado     | [ 203 ]                         |
| Hungarian Music Awards                                                | 2009    | Hard Candy                                                                                         | Álbum Internacional do Ano – Pop                                   | Indicado     | [ 204 ]                         |
| HX Awards                                                             | 2006    | "Hung Up"                                                                                          | Melhor Faixa – Dance                                               | Venceu       | [ 205 ]                         |
| HX Awards                                                             | 2007    | "Sorry" (Pet Shop Boys Remixes)                                                                    | Melhor Canção                                                      | Venceu       | [ 206 ]                         |
| HX Awards                                                             | 2008    | "4 Minutes" (com a part. de Justin Timberlake e Timbaland)                                         | Melhor Canção                                                      | Indicado     | [ 207 ]                         |
| iHeartRadio Music Awards                                              | 2024    | The Celebration Tour                                                                               | Estilo de Turnê Favorito                                           | Indicado     | [ 208 ]                         |
| International Dance Music Awards                                      | 1999    | Madonna                                                                                            | Melhor Artista – Dance                                             | Venceu       | [ 209 ]                         |
| International Dance Music Awards                                      | 1999    | "Ray of Light"                                                                                     | Melhor Vídeo Musical – Dance                                       | Venceu       | [ 209 ]                         |
| International Dance Music Awards                                      | 2001    | Madonna                                                                                            | Melhor Artista – Dance                                             | Venceu       | [ 210 ]                         |
| International Dance Music Awards                                      | 2001    | "Music"                                                                                            | Melhor Vídeo Musical – Dance                                       | Venceu       | [ 210 ]                         |
| International Dance Music Awards                                      | 2001    | "Music"                                                                                            | Melhor Canção – Dance                                              | Venceu       | [ 210 ]                         |
| International Dance Music Awards                                      | 2002    | Madonna                                                                                            | Melhor Artista – Dance                                             | Venceu       | [ 211 ]                         |
| International Dance Music Awards                                      | 2006    | Madonna                                                                                            | Melhor Artista – Dance                                             | Venceu       | [ 212 ]                         |
| International Dance Music Awards                                      | 2006    | "Hung Up"                                                                                          | Melhor Vídeo Musical – Dance                                       | Venceu       | [ 212 ]                         |
| International Dance Music Awards                                      | 2006    | "Hung Up"                                                                                          | Melhor Canção – Dance                                              | Venceu       | [ 212 ]                         |
| International Dance Music Awards                                      | 2007    | Madonna                                                                                            | Melhor Artista – Dance                                             | Venceu       | [ 213 ]                         |
| International Dance Music Awards                                      | 2007    | "Jump"                                                                                             | Melhor Vídeo Musical – Dance                                       | Venceu       | [ 213 ]                         |
| International Dance Music Awards                                      | 2009    | Madonna                                                                                            | Melhor Artista                                                     | Indicado     | [ 214 ]                         |
| International Dance Music Awards                                      | 2009    | "4 Minutes" (com a part. de Justin Timberlake e Timbaland)                                         | Melhor Canção – Dance                                              | Indicado     | [ 214 ]                         |
| International Dance Music Awards                                      | 2010    | Madonna                                                                                            | Melhor Artista                                                     | Indicado     | [ 215 ]                         |
| International Dance Music Awards                                      | 2010    | "Celebration"                                                                                      | Melhor Canção – Dance                                              | Indicado     | [ 215 ]                         |
| International Dance Music Awards                                      | 2013    | Madonna                                                                                            | Melhor Artista                                                     | Indicado     | [ 216 ]                         |
| International Dance Music Awards                                      | 2013    | "Girl Gone Wild"                                                                                   | Melhor Vídeo Musical – Dance                                       | Indicado     | [ 216 ]                         |
| International Dance Music Awards                                      | 2013    | "Girl Gone Wild"                                                                                   | Melhor Canção – Dance                                              | Indicado     | [ 216 ]                         |
| International Dance Music Awards                                      | 2015    | "Bitch I'm Madonna" (com a part. de Nicki Minaj)                                                   | Melhor Canção – Pop ou Dance                                       | Indicado     | [ 217 ]                         |
| International Dance Music Awards                                      | 2015    | "Bitch I'm Madonna" (com a part. de Nicki Minaj)                                                   | Melhor Vídeo Musical – Dance                                       | Indicado     | [ 217 ]                         |
| International Dance Music Awards                                      | 2015    | Rebel Heart                                                                                        | Melhor Álbum                                                       | Indicado     | [ 217 ]                         |
| International Rock Awards                                             | 1989    | Madonna                                                                                            | Melhor Cantora                                                     | Venceu       | [ 218 ]                         |
| International Rock Awards                                             | 1991    | Madonna                                                                                            | Escolha do Público                                                 | Venceu       | [ 219 ]                         |
| Irish Music Awards                                                    | 1988    | Madonna                                                                                            | Melhor Artista Feminina Internacional                              | Venceu       | [ 220 ]                         |
| Italian Music Awards                                                  | 2001    | Madonna                                                                                            | Melhor Artista Feminina Internacional                              | Indicado     | [ 221 ]                         |
| Italian Music Awards                                                  | 2002    | Music                                                                                              | Melhor Álbum Internacional                                         | Indicado     | [ 222 ]                         |
| Italian Music Awards                                                  | 2002    | "Don't Tell Me"                                                                                    | Melhor Canção Internacional                                        | Indicado     | [ 222 ]                         |
| Italian Music Awards                                                  | 2003    | Madonna                                                                                            | Melhor Artista Feminina Internacional                              | Indicado     | [ 223 ]                         |
| ITV1' National Music Awards                                           | 2002    | Madonna                                                                                            | Artista Internacional Favorita                                     | Indicado     | [ 224 ]                         |
| Ivor Novello Awards                                                   | 2000    | "Beautiful Stranger"                                                                               | Melhor Canção Contemporânea                                        | Indicado     | [ 225 ] [ 226 ]                 |
| Ivor Novello Awards                                                   | 2000    | "Beautiful Stranger"                                                                               | Canção Mais Divulgada                                              | Venceu       | [ 225 ] [ 226 ]                 |
| Ivor Novello Awards                                                   | 2000    | "Ray of Light"                                                                                     | Sucesso Internacional do Ano                                       | Indicado     | [ 225 ] [ 226 ]                 |
| Ivor Novello Awards                                                   | 2007    | "Sorry"                                                                                            | Sucesso Internacional do Ano                                       | Venceu       | [ 227 ] [ 228 ]                 |
| Ivor Novello Awards                                                   | 2007    | "Sorry"                                                                                            | Canção Mais Divulgada                                              | Indicado     | [ 227 ] [ 228 ]                 |
| Japan Gold Disc Awards                                                | 1987    | Madonna                                                                                            | Artista do Ano                                                     | Venceu       | [ 229 ]                         |
| Japan Gold Disc Awards                                                | 1987    | True Blue                                                                                          | Álbum do Ano                                                       | Venceu       | [ 229 ]                         |
| Japan Gold Disc Awards                                                | 1987    | True Blue                                                                                          | Álbum do Ano – Pop                                                 | Venceu       | [ 229 ]                         |
| Japan Gold Disc Awards                                                | 1990    | Madonna                                                                                            | Artista do Ano                                                     | Venceu       | [ 229 ]                         |
| Japan Gold Disc Awards                                                | 1990    | Like a Prayer                                                                                      | Álbum do Ano                                                       | Venceu       | [ 229 ]                         |
| Japan Gold Disc Awards                                                | 1990    | Like a Prayer                                                                                      | Álbum do Ano – Pop                                                 | Venceu       | [ 229 ]                         |
| Japan Gold Disc Awards                                                | 1991    | Madonna                                                                                            | Artista do Ano                                                     | Venceu       | [ 229 ]                         |
| Japan Gold Disc Awards                                                | 1991    | I'm Breathless                                                                                     | Álbum do Ano                                                       | Venceu       | [ 229 ]                         |
| Japan Gold Disc Awards                                                | 1991    | I'm Breathless                                                                                     | Álbum do Ano – Pop                                                 | Venceu       | [ 229 ]                         |
| Japan Gold Disc Awards                                                | 1993    | Madonna                                                                                            | Artista do Ano                                                     | Venceu       | [ 229 ]                         |
| Japan Gold Disc Awards                                                | 1993    | Erotica                                                                                            | Álbum do Ano – Pop                                                 | Venceu       | [ 229 ]                         |
| Japan Gold Disc Awards                                                | 2009    | Madonna                                                                                            | Artista do Ano                                                     | Venceu       | [ 230 ]                         |
| Japan Gold Disc Awards                                                | 2009    | Hard Candy                                                                                         | Três Melhores Álbuns                                               | Venceu       | [ 230 ]                         |
| Japan Gold Disc Awards                                                | 2009    | "Miles Away"                                                                                       | Mastertone do Ano                                                  | Venceu       | [ 230 ]                         |
| Japan Gold Disc Awards                                                | 2009    | "Miles Away"                                                                                       | Canção do Ano – Ringtone                                           | Venceu       | [ 230 ]                         |
| Japan Gold Disc Awards                                                | 2009    | "Miles Away"                                                                                       | Canção do Ano – Download                                           | Venceu       | [ 230 ]                         |
| Japan Gold Disc Awards                                                | 2018    | Rebel Heart Tour                                                                                   | Melhor Vídeo Musical                                               | Venceu       | [ 231 ]                         |
| Japan Record Awards                                                   | 1990    | Madonna                                                                                            | Best Foreign Artist                                                | Venceu       | [ 232 ]                         |
| Juno Awards                                                           | 1985    | Like a Virgin                                                                                      | Álbum Internacional do Ano                                         | Indicado     | [ 233 ]                         |
| Juno Awards                                                           | 1987    | True Blue                                                                                          | Álbum Internacional do Ano                                         | Venceu       | [ 233 ]                         |
| Juno Awards                                                           | 1987    | "Papa Don't Preach"                                                                                | Canção Internacional do Ano                                        | Indicado     | [ 233 ]                         |
| Juno Awards                                                           | 1990    | "Like a Prayer"                                                                                    | Canção Internacional do Ano                                        | Indicado     | [ 233 ]                         |
| Juno Awards                                                           | 1991    | Madonna                                                                                            | Artista Internacional do Ano                                       | Indicado     | [ 233 ]                         |
| Juno Awards                                                           | 1991    | "Vogue"                                                                                            | Canção Internacional Mais Vendida                                  | Venceu       | [ 233 ]                         |
| Juno Awards                                                           | 1999    | Ray of Light                                                                                       | Álbum Mais Vendido – Internacional ou Nacional                     | Indicado     | [ 233 ]                         |
| Juno Awards                                                           | 2007    | Confessions on a Dance Floor                                                                       | Álbum Internacional do Ano                                         | Indicado     | [ 233 ]                         |
| LAByrinth Theater Company                                             | 2003    | Madonna                                                                                            | Prêmio Dave Houge                                                  | Honraria     | [ 234 ]                         |
| Living Fit Magazine Awards                                            | 1998    | Madonna                                                                                            | Corpo do Ano                                                       | Venceu       | [ 235 ]                         |
| LOS40 Music Awards                                                    | 2006    | Madonna                                                                                            | Melhor Artista Internacional                                       | Indicado     | [ 236 ]                         |
| LOS40 Music Awards                                                    | 2006    | "Hung Up"                                                                                          | Melhor Canção Internacional                                        | Indicado     | [ 236 ]                         |
| LOS40 Music Awards                                                    | 2008    | Madonna                                                                                            | Melhor Artista em Turnê                                            | Indicado     | [ 237 ]                         |
| LOS40 Music Awards                                                    | 2008    | Madonna                                                                                            | Melhor Artista Internacional                                       | Indicado     | [ 237 ]                         |
| Lunas del Auditorio                                                   | 2009    | Madonna                                                                                            | Melhor Artista Estrangeira – Pop                                   | Venceu       | [ 238 ]                         |
| Lunas del Auditorio                                                   | 2013    | Madonna                                                                                            | Melhor Artista Estrangeira – Pop                                   | Venceu       | [ 239 ]                         |
| Lunas del Auditorio                                                   | 2016    | Madonna                                                                                            | Melhor Artista Estrangeira – Pop                                   | Indicado     | [ 240 ]                         |
| Marie Claire Hong Kong Beauty Awards                                  | 2016    | MDNA Skin                                                                                          | Prêmio #mcLikes                                                    | Venceu       | [ 241 ]                         |
| Maxim Women of the Year Awards                                        | 2001    | Madonna                                                                                            | Melhor Cantora Internacional                                       | Venceu       | [ 242 ]                         |
| Meteor Ireland Music Awards                                           | 2002    | GHV2                                                                                               | Melhor Álbum Internacional                                         | Indicado     | [ 243 ]                         |
| Meteor Ireland Music Awards                                           | 2002    | Madonna                                                                                            | Melhor Cantora Internacional                                       | Indicado     | [ 243 ]                         |
| Meteor Ireland Music Awards                                           | 200     | Madonna                                                                                            | Melhor Artista em Concerto                                         | Indicado     | [ 244 ]                         |
| Meteor Ireland Music Awards                                           | 2006    | Madonna                                                                                            | Melhor Cantora Internacional                                       | Indicado     | [ 245 ]                         |
| Michigan Rock and Roll Legends Hall                                   | 2006    | Madonna                                                                                            | Hall da Fama                                                       | Induzido     | [ 246 ]                         |
| MidemNET Awards                                                       | 2000    | Madonna                                                                                            | Melhor Website                                                     | Indicado     | [ 247 ]                         |
| Midem Videoclips Awards                                               | 1986    | "Material Girl"                                                                                    | Melhor Apresentação                                                | Venceu       | [ 248 ]                         |
| MM's Annual Music Awards                                              | 2002    | "What It Feels Like for a Girl"                                                                    | Melhor Vídeo Internacional                                         | Indicado     | [ 249 ]                         |
| MTV Artist of the Decade Award                                        | 1989    | Madonna                                                                                            | Artista da Década                                                  | Honraria     | [ 250 ]                         |
| MTV Asia Awards                                                       | 2002    | Madonna                                                                                            | Artista Feminina Favorita                                          | 2º lugar     | [ 251 ] [ 252 ]                 |
| MTV Asia Awards                                                       | 2006    | Madonna                                                                                            | Artista Feminina Favorita                                          | Indicado     | [ 253 ] [ 254 ]                 |
| MTV Australia Awards                                                  | 2006    | Madonna                                                                                            | Melhor Artista Feminina                                            | Indicado     | [ 255 ]                         |
| MTV Australia Awards                                                  | 2006    | Confessions on a Dance Floor                                                                       | Álbum do Ano                                                       | Indicado     | [ 255 ]                         |
| MTV Australia Awards                                                  | 2006    | "Hung Up"                                                                                          | Melhor Vídeo – Dance                                               | Indicado     | [ 255 ]                         |
| MTV Australia Awards                                                  | 2006    | "Hung Up"                                                                                          | Canção do Ano                                                      | Indicado     | [ 255 ]                         |
| MTV Australia Awards                                                  | 2006    | "Hung Up"                                                                                          | Vídeo do Ano                                                       | Indicado     | [ 255 ]                         |
| MTV Australia Awards                                                  | 2009    | "4 Minutes" (com a part. de Justin Timberlake e Timbaland)                                         | Melhor Coreografia                                                 | Indicado     | [ 256 ]                         |
| MTV Digital Days                                                      | 2015    | "Bitch I'm Madonna" (com a part. de Nicki Minaj)                                                   | Vídeo Inovador                                                     | Indicado     | [ 257 ]                         |
| MTV Europe Music Awards                                               | 1995    | Madonna                                                                                            | Melhor Artista Feminina                                            | Indicado     | [ 258 ] [ 259 ]                 |
| MTV Europe Music Awards                                               | 1996    | "I Want You"                                                                                       | MTV Amour                                                          | Indicado     | [ 258 ] [ 259 ]                 |
| MTV Europe Music Awards                                               | 1997    | Madonna                                                                                            | Melhor Artista Feminina                                            | Indicado     | [ 260 ]                         |
| MTV Europe Music Awards                                               | 1998    | Madonna                                                                                            | Melhor Artista – Dance                                             | Indicado     | [ 261 ]                         |
| MTV Europe Music Awards                                               | 1998    | Madonna                                                                                            | Melhor Artista Feminina                                            | Venceu       | [ 261 ]                         |
| MTV Europe Music Awards                                               | 1998    | Ray of Light                                                                                       | Melhor Álbum                                                       | Venceu       | [ 261 ]                         |
| MTV Europe Music Awards                                               | 1999    | Madonna                                                                                            | Melhor Artista Feminina                                            | Indicado     | [ 262 ]                         |
| MTV Europe Music Awards                                               | 1999    | "Beautiful Stranger"                                                                               | Melhor Canção                                                      | Indicado     | [ 262 ]                         |
| MTV Europe Music Awards                                               | 2000    | Madonna                                                                                            | Melhor Artista – Dance                                             | Venceu       | [ 258 ] [ 263 ]                 |
| MTV Europe Music Awards                                               | 2000    | Madonna                                                                                            | Melhor Artista Feminina                                            | Venceu       | [ 258 ] [ 263 ]                 |
| MTV Europe Music Awards                                               | 2000    | "Music"                                                                                            | Melhor Canção                                                      | Indicado     | [ 258 ] [ 263 ]                 |
| MTV Europe Music Awards                                               | 2001    | Madonna                                                                                            | Melhor Artista Feminina                                            | Indicado     | [ 264 ]                         |
| MTV Europe Music Awards                                               | 2001    | Music                                                                                              | Melhor Álbum                                                       | Indicado     | [ 264 ]                         |
| MTV Europe Music Awards                                               | 2003    | Madonna                                                                                            | Melhor Artista Feminina                                            | Indicado     | [ 265 ]                         |
| MTV Europe Music Awards                                               | 2003    | Madonna                                                                                            | Melhor Website                                                     | Indicado     | [ 265 ]                         |
| MTV Europe Music Awards                                               | 2006    | Madonna                                                                                            | Melhor Artista Feminina                                            | Indicado     | [ 266 ]                         |
| MTV Europe Music Awards                                               | 2006    | Madonna                                                                                            | Melhor Artista – Pop                                               | Indicado     | [ 266 ]                         |
| MTV Europe Music Awards                                               | 2006    | Confessions on a Dance Floor                                                                       | Melhor Álbum                                                       | Indicado     | [ 266 ]                         |
| MTV Europe Music Awards                                               | 2008    | "4 Minutes" (com a part. de Justin Timberlake e Timbaland)                                         | Melhor Vídeo                                                       | Indicado     | [ 267 ]                         |
| MTV Millennial Awards                                                 | 2015    | Queda de Madonna (no Brit Awards de 2015)                                                          | Queda Épica                                                        | Venceu       | [ 268 ]                         |
| MTV Movie Awards                                                      | 1993    | Body of Evidence                                                                                   | Mulher Mais Desejada                                               | Indicado     | [ 269 ]                         |
| MTV Movie Awards                                                      | 1995    | "I'll Remember"                                                                                    | Melhor Canção                                                      | Indicado     | [ 270 ]                         |
| MTV Movie Awards                                                      | 1997    | Evita                                                                                              | Melhor Atriz                                                       | Indicado     | [ 271 ]                         |
| MTV Movie Awards                                                      | 1997    | "Don't Cry for Me Argentina"                                                                       | Melhor Canção                                                      | Indicado     | [ 271 ]                         |
| MTV Pilipinas Music Award                                             | 2006    | "Hung Up"                                                                                          | Vídeo Internacional Favorito                                       | Indicado     | [ 272 ]                         |
| MTV Russia Music Awards                                               | 2004    | Madonna                                                                                            | Melhor Artista Internacional                                       | Indicado     | [ 273 ]                         |
| MTV Russia Music Awards                                               | 2006    | Madonna                                                                                            | Melhor Artista Internacional                                       | Indicado     | [ 274 ]                         |
| MTV Russia Music Awards                                               | 2006    | "Hung Up"                                                                                          | Melhor Ringtone                                                    | Indicado     | [ 274 ]                         |
| MTV Southeast Asia                                                    | 1999    | Madonna                                                                                            | Artista do Milênio da MTV                                          | Honraria     | [ 275 ]                         |
| MTV TRL Awards                                                        | 2006    | Madonna                                                                                            | Prêmio pelo Conjunto de Obra                                       | Honraria     | [ 276 ]                         |
| MTV Video Music Awards                                                | 1984    | "Borderline"                                                                                       | Artista Revelação em Vídeo                                         | Indicado     | [ 277 ]                         |
| MTV Video Music Awards                                                | 1985    | "Like a Virgin"                                                                                    | Melhor Direção de Arte em um Vídeo                                 | Indicado     | [ 278 ]                         |
| MTV Video Music Awards                                                | 1985    | "Like a Virgin"                                                                                    | Melhor Coreografia em um Vídeo                                     | Indicado     | [ 278 ]                         |
| MTV Video Music Awards                                                | 1985    | "Like a Virgin"                                                                                    | Melhor Cinematografia em um Vídeo                                  | Indicado     | [ 278 ]                         |
| MTV Video Music Awards                                                | 1985    | "Material Girl"                                                                                    | Melhor Coreografia em um Vídeo                                     | Indicado     | [ 278 ]                         |
| MTV Video Music Awards                                                | 1985    | "Material Girl"                                                                                    | Melhor Vídeo Feminino                                              | Indicado     | [ 278 ]                         |
| MTV Video Music Awards                                                | 1986    | Madonna                                                                                            | Video Vanguard Award                                               | Venceu       | [ 279 ]                         |
| MTV Video Music Awards                                                | 1986    | "Dress You Up"                                                                                     | Melhor Coreografia em um Vídeo                                     | Indicado     | [ 279 ]                         |
| MTV Video Music Awards                                                | 1986    | "Like a Virgin" (ao vivo)                                                                          | Melhor Coreografia em um Vídeo                                     | Indicado     | [ 279 ]                         |
| MTV Video Music Awards                                                | 1987    | "Open Your Heart"                                                                                  | Melhor Coreografia em um Vídeo                                     | Indicado     | [ 280 ]                         |
| MTV Video Music Awards                                                | 1987    | "Open Your Heart"                                                                                  | Melhor Direção de Arte em um Vídeo                                 | Indicado     | [ 280 ]                         |
| MTV Video Music Awards                                                | 1987    | "Open Your Heart"                                                                                  | Melhor Vídeo Feminino                                              | Indicado     | [ 280 ]                         |
| MTV Video Music Awards                                                | 1987    | "Papa Don't Preach"                                                                                | Melhor Cinematografia em um Vídeo                                  | Indicado     | [ 280 ]                         |
| MTV Video Music Awards                                                | 1987    | "Papa Don't Preach"                                                                                | Melhor Vídeo Feminino                                              | Venceu       | [ 280 ]                         |
| MTV Video Music Awards                                                | 1987    | "Papa Don't Preach"                                                                                | Melhor Desempenho em Vídeo                                         | Indicado     | [ 280 ]                         |
| MTV Video Music Awards                                                | 1989    | "Express Yourself"                                                                                 | Melhor Direção de Arte em um Vídeo                                 | Venceu       | [ 281 ]                         |
| MTV Video Music Awards                                                | 1989    | "Express Yourself"                                                                                 | Melhor Cinematografia em um Vídeo                                  | Venceu       | [ 281 ]                         |
| MTV Video Music Awards                                                | 1989    | "Express Yourself"                                                                                 | Melhor Direção em um Vídeo                                         | Venceu       | [ 281 ]                         |
| MTV Video Music Awards                                                | 1989    | "Express Yourself"                                                                                 | Melhor Edição em um Vídeo                                          | Indicado     | [ 281 ]                         |
| MTV Video Music Awards                                                | 1989    | "Express Yourself"                                                                                 | Melhor Vídeo Feminino                                              | Indicado     | [ 281 ]                         |
| MTV Video Music Awards                                                | 1989    | "Like a Prayer"                                                                                    | Vídeo do Ano                                                       | Indicado     | [ 281 ]                         |
| MTV Video Music Awards                                                | 1989    | "Like a Prayer"                                                                                    | Escolha do Público                                                 | Venceu       | [ 281 ]                         |
| MTV Video Music Awards                                                | 1990    | "Vogue"                                                                                            | Melhor Direção de Arte em um Vídeo                                 | Indicado     | [ 282 ]                         |
| MTV Video Music Awards                                                | 1990    | "Vogue"                                                                                            | Melhor Coreografia em um Vídeo                                     | Indicado     | [ 282 ]                         |
| MTV Video Music Awards                                                | 1990    | "Vogue"                                                                                            | Melhor Cinematografia em um Vídeo                                  | Venceu       | [ 282 ]                         |
| MTV Video Music Awards                                                | 1990    | "Vogue"                                                                                            | Melhor Vídeo – Dance                                               | Indicado     | [ 282 ]                         |
| MTV Video Music Awards                                                | 1990    | "Vogue"                                                                                            | Melhor Direção em um Vídeo                                         | Venceu       | [ 282 ]                         |
| MTV Video Music Awards                                                | 1990    | "Vogue"                                                                                            | Melhor Edição em um Vídeo                                          | Venceu       | [ 282 ]                         |
| MTV Video Music Awards                                                | 1990    | "Vogue"                                                                                            | Melhor Vídeo Feminino                                              | Indicado     | [ 282 ]                         |
| MTV Video Music Awards                                                | 1990    | "Vogue"                                                                                            | Vídeo do Ano                                                       | Indicado     | [ 282 ]                         |
| MTV Video Music Awards                                                | 1990    | "Vogue"                                                                                            | Escolha do Público                                                 | Indicado     | [ 282 ]                         |
| MTV Video Music Awards                                                | 1991    | "Like a Virgin" (ao vivo)                                                                          | Melhor Coreografia em um Vídeo                                     | Indicado     | [ 283 ]                         |
| MTV Video Music Awards                                                | 1991    | "Like a Virgin" (ao vivo)                                                                          | Melhor Vídeo Feminino                                              | Indicado     | [ 283 ]                         |
| MTV Video Music Awards                                                | 1991    | The Immaculate Collection                                                                          | Melhor Vídeo de Longa Duração                                      | Venceu       | [ 283 ]                         |
| MTV Video Music Awards                                                | 1992    | "Holiday" (ao vivo)                                                                                | Melhor Coreografia em um Vídeo                                     | Indicado     | [ 284 ]                         |
| MTV Video Music Awards                                                | 1992    | "Holiday" (ao vivo)                                                                                | Melhor Vídeo – Dance                                               | Indicado     | [ 284 ]                         |
| MTV Video Music Awards                                                | 1992    | "Holiday" (ao vivo)                                                                                | Melhor Vídeo Feminino                                              | Indicado     | [ 284 ]                         |
| MTV Video Music Awards                                                | 1993    | "Rain"                                                                                             | Melhor Direção de Arte em um Vídeo                                 | Venceu       | [ 285 ]                         |
| MTV Video Music Awards                                                | 1993    | "Rain"                                                                                             | Melhor Cinematografia em um Vídeo                                  | Venceu       | [ 285 ]                         |
| MTV Video Music Awards                                                | 1994    | "I'll Remember"                                                                                    | Melhor Vídeo de um Filme                                           | Indicado     | [ 286 ]                         |
| MTV Video Music Awards                                                | 1995    | "Human Nature"                                                                                     | Melhor Coreografia em um Vídeo                                     | Indicado     | [ 287 ]                         |
| MTV Video Music Awards                                                | 1995    | "Human Nature"                                                                                     | Melhor Vídeo – Dance                                               | Indicado     | [ 287 ]                         |
| MTV Video Music Awards                                                | 1995    | "Take a Bow"                                                                                       | Melhor Direção de Arte em um Vídeo                                 | Indicado     | [ 287 ]                         |
| MTV Video Music Awards                                                | 1995    | "Take a Bow"                                                                                       | Melhor Vídeo Feminino                                              | Venceu       | [ 287 ]                         |
| MTV Video Music Awards                                                | 1996    | "You'll See"                                                                                       | Melhor Cinematografia em um Vídeo                                  | Indicado     | [ 288 ]                         |
| MTV Video Music Awards                                                | 1998    | "Frozen"                                                                                           | Melhores Efeitos Especiais em um Vídeo                             | Venceu       | [ 289 ]                         |
| MTV Video Music Awards                                                | 1998    | "Ray of Light"                                                                                     | Melhor Coreografia em um Vídeo                                     | Venceu       | [ 289 ]                         |
| MTV Video Music Awards                                                | 1998    | "Ray of Light"                                                                                     | Melhor Cinematografia em um Vídeo                                  | Indicado     | [ 289 ]                         |
| MTV Video Music Awards                                                | 1998    | "Ray of Light"                                                                                     | Melhor Vídeo – Dance                                               | Indicado     | [ 289 ]                         |
| MTV Video Music Awards                                                | 1998    | "Ray of Light"                                                                                     | Melhor Direção em um Vídeo                                         | Venceu       | [ 289 ]                         |
| MTV Video Music Awards                                                | 1998    | "Ray of Light"                                                                                     | Melhor Edição em um Vídeo                                          | Venceu       | [ 289 ]                         |
| MTV Video Music Awards                                                | 1998    | "Ray of Light"                                                                                     | Melhor Vídeo Feminino                                              | Venceu       | [ 289 ]                         |
| MTV Video Music Awards                                                | 1998    | "Ray of Light"                                                                                     | Vídeo Inovador                                                     | Indicado     | [ 289 ]                         |
| MTV Video Music Awards                                                | 1998    | "Ray of Light"                                                                                     | Vídeo do Ano                                                       | Venceu       | [ 289 ]                         |
| MTV Video Music Awards                                                | 1999    | "Beautiful Stranger"                                                                               | Melhor Cinematografia em um Vídeo                                  | Indicado     | [ 290 ]                         |
| MTV Video Music Awards                                                | 1999    | "Beautiful Stranger"                                                                               | Melhor Vídeo Feminino                                              | Indicado     | [ 290 ]                         |
| MTV Video Music Awards                                                | 1999    | "Beautiful Stranger"                                                                               | Melhor Vídeo de um Filme                                           | Venceu       | [ 290 ]                         |
| MTV Video Music Awards                                                | 1999    | "Nothing Really Matters"                                                                           | Melhores Efeitos Especiais em um Vídeo                             | Indicado     | [ 290 ]                         |
| MTV Video Music Awards                                                | 2000    | "American Pie"                                                                                     | Melhor Cinematografia em um Vídeo                                  | Indicado     | [ 291 ]                         |
| MTV Video Music Awards                                                | 2001    | "Don't Tell Me"                                                                                    | Melhor Coreografia em um Vídeo                                     | Indicado     | [ 292 ]                         |
| MTV Video Music Awards                                                | 2001    | "Don't Tell Me"                                                                                    | Melhor Vídeo Feminino                                              | Indicado     | [ 292 ]                         |
| MTV Video Music Awards                                                | 2003    | "Die Another Day"                                                                                  | Melhor Vídeo de um Filme                                           | Indicado     | [ 293 ]                         |
| MTV Video Music Awards                                                | 2006    | "Hung Up"                                                                                          | Melhor Coreografia em um Vídeo                                     | Indicado     | [ 294 ]                         |
| MTV Video Music Awards                                                | 2006    | "Hung Up"                                                                                          | Melhor Vídeo – Dance                                               | Indicado     | [ 294 ]                         |
| MTV Video Music Awards                                                | 2006    | "Hung Up"                                                                                          | Melhor Vídeo Feminino                                              | Indicado     | [ 294 ]                         |
| MTV Video Music Awards                                                | 2006    | "Hung Up"                                                                                          | Melhor Vídeo de Pop                                                | Indicado     | [ 294 ]                         |
| MTV Video Music Awards                                                | 2006    | "Hung Up"                                                                                          | Vídeo do Ano                                                       | Indicado     | [ 294 ]                         |
| MTV Video Music Awards                                                | 2008    | "4 Minutes" (com a part. de Justin Timberlake e Timbaland)                                         | Melhor Dança em um Vídeo                                           | Indicado     | [ 295 ]                         |
| MTV Video Music Awards                                                | 2022    | Madame X                                                                                           | Melhor Vídeo de Longa Duração                                      | Indicado     | [ 296 ]                         |
| MTV Video Music Awards                                                | 2024    | "Like a Virgin" no VMAs de 1984                                                                    | Apresentação Mais Icônica do VMA                                   | Indicado     | [ 297 ]                         |
| MTV Video Music Awards                                                | 2024    | "Like a Virgin" e "Hollywood" no VMAs de 2003 (com a part. de Britney Spears e Christina Aguilera) | Apresentação Mais Icônica do VMA                                   | Indicado     | [ 297 ]                         |
| MTV Video Music Brasil                                                | 2004    | "Me Against the Music" (Britney Spears com a part. de Madonna)                                     | Videoclipe Internacional                                           | Indicado     | [ 298 ]                         |
| MTV Video Music Awards Japan                                          | 2003    | "Die Another Day"                                                                                  | Melhor Vídeo de um Filme                                           | Indicado     | [ 299 ]                         |
| MTV Video Music Awards Japan                                          | 2004    | "Me Against the Music" (Britney Spears com a part. de Madonna)                                     | Melhor Vídeo Feminino                                              | Indicado     | [ 300 ]                         |
| MTV Video Music Awards Japan                                          | 2004    | "Me Against the Music" (Britney Spears com a part. de Madonna)                                     | Melhor Colaboração                                                 | Indicado     | [ 300 ]                         |
| MTV Video Music Awards Japan                                          | 2006    | "Hung Up"                                                                                          | Melhor Vídeo – Dance                                               | Indicado     | [ 301 ]                         |
| MTV Video Music Awards Japan                                          | 2006    | "Hung Up"                                                                                          | Melhor Vídeo Feminino                                              | Indicado     | [ 301 ]                         |
| MTV Video Music Awards Japan                                          | 2006    | "Hung Up"                                                                                          | Vídeo do Ano                                                       | Indicado     | [ 301 ]                         |
| MTV Video Music Awards Japan                                          | 2009    | "4 Minutes" (com a part. de Justin Timberlake e Timbaland)                                         | Melhor Vídeo de um Filme                                           | Indicado     | [ 302 ]                         |
| MTV Video Music Awards Japan                                          | 2009    | "4 Minutes" (com a part. de Justin Timberlake e Timbaland)                                         | Melhor Colaboração                                                 | Indicado     | [ 302 ]                         |
| MTV Video Music Awards Japan                                          | 2015    | "Bitch I'm Madonna"                                                                                | Melhor Vídeo Feminino                                              | Indicado     | [ 303 ]                         |
| Much Music Video Awards                                               | 1995    | "Bedtime Story"                                                                                    | Melhor Vídeo Internacional                                         | Indicado     | [ 304 ]                         |
| Much Music Video Awards                                               | 1998    | "Ray of Light"                                                                                     | Melhor Vídeo Internacional                                         | Venceu       | [ 305 ]                         |
| Much Music Video Awards                                               | 1998    | Madonna                                                                                            | Artista Internacional Favorita                                     | Indicado     | [ 305 ]                         |
| Much Music Video Awards                                               | 2006    | "Hung Up"                                                                                          | Melhor Vídeo Internacional                                         | Indicado     | [ 306 ]                         |
| Much Music Video Awards                                               | 2008    | "4 Minutes" (com a part. de Justin Timberlake e Timbaland)                                         | Melhor Vídeo Internacional                                         | Indicado     | [ 307 ]                         |
| Music City Record Distributors/Cat's Compact Discs & Cassettes Awards | 1991    | "Justify My Love"                                                                                  | Melhor Vídeo Musical                                               | Venceu       | [ 308 ]                         |
| Music Life Readers Poll Awards                                        |         | |                                                                    |              |                                 |
| 1986                                                                  | Madonna | Melhor Cantora                                                                                     | Venceu                                                             | [ 309 ]      |                                 |
| 1986                                                                  | Madonna | Corpo do Ano                                                                                       | Venceu                                                             | [ 309 ]      |                                 |
| 1986                                                                  | Madonna | Melhor Estilo                                                                                      | Venceu                                                             | [ 309 ]      |                                 |
| 1987                                                                  | Madonna | Melhor Cantora                                                                                     | Venceu                                                             | [ 309 ]      |                                 |
| 1987                                                                  | Madonna | Corpo do Ano                                                                                       | Venceu                                                             | [ 309 ]      |                                 |
| 1987                                                                  | Madonna | Melhor Estilo                                                                                      | Venceu                                                             | [ 309 ]      |                                 |
| Music Week Awards                                                     | 1986    | Madonna e Stephen Bray                                                                             | Melhor Produtor(es) – Álbuns                                       | Venceu       | [ 310 ]                         |
| Music Week Awards                                                     | 1986    | Madonna e Stephen Bray                                                                             | Melhor Produtor(es) – Canções                                      | Venceu       | [ 310 ]                         |
| Music Week Awards                                                     | 1986    | True Blue                                                                                          | Melhor Álbum                                                       | Venceu       | [ 311 ]                         |
| Music Week Awards                                                     | 1986    | Madonna Live: The Virgin Tour                                                                      | Melhor Vídeo de Longa Duração                                      | 2º lugar     | [ 312 ]                         |
| Music Week Awards                                                     | 1999    | "Beautiful Stranger"                                                                               | Canção das Rádios                                                  | Venceu       | [ 313 ]                         |
| Music & Media                                                         | 1994    | Madonna                                                                                            | Artista da Década                                                  | Honraria     | [ 314 ]                         |
| Music & Media European Year-End Awards                                | 1985    | Madonna                                                                                            | Artista do Ano – Canções                                           | Venceu       | [ 315 ]                         |
| Music & Media European Year-End Awards                                | 1986    | Madonna                                                                                            | Artista do Ano – Álbuns                                            | Venceu       | [ 316 ]                         |
| Music & Media European Year-End Awards                                | 1986    | Madonna                                                                                            | Artista do Ano – Canções                                           | Venceu       | [ 316 ]                         |
| Music & Media European Year-End Awards                                | 1987    | Madonna                                                                                            | Álbuns Mais Vendidos                                               | Venceu       | [ 151 ]                         |
| Music & Media European Year-End Awards                                | 1987    | Madonna                                                                                            | Canções Mais Vendidas                                              | Venceu       | [ 151 ]                         |
| Music & Media European Year-End Awards                                | 1989    | Madonna                                                                                            | Artista Feminina do Ano                                            | 2º lugar     | [ 317 ]                         |
| Music & Media European Year-End Awards                                | 1989    | "Like a Prayer"                                                                                    | Canção Mais Vendida do Ano                                         | 2º lugar     | [ 317 ]                         |
| Music & Media European Year-End Awards                                | 1989    | Like a Prayer                                                                                      | Álbum Mais Vendida do Ano                                          | 3º lugar     | [ 317 ]                         |
| Music & Media European Year-End Awards                                | 1990    | "Vogue"                                                                                            | Top 3: Canções Mais Vendidas                                       | 2º lugar     | [ 318 ]                         |
| Music & Media European Year-End Awards                                | 1990    | Madonna                                                                                            | Top 3: Artistas Femininas – Canções                                | 2º lugar     | [ 318 ]                         |
| Music & Media European Year-End Awards                                | 1991    | Madonna                                                                                            | Top 3: Artistas Femininas – Álbuns                                 | Venceu       | [ 319 ]                         |
| Music & Media European Year-End Awards                                | 1991    | Madonna                                                                                            | Top 3: Artistas Femininas – Canções                                | 3º lugar     | [ 319 ]                         |
| Music & Media European Year-End Awards                                | 1992    | Madonna                                                                                            | Top 3: Artistas Femininas – Canções                                | Venceu       | [ 320 ]                         |
| Music & Media European Year-End Awards                                | 1995    | Madonna                                                                                            | Top 3: Artistas Femininas – Canções                                | 3º lugar     | [ 321 ]                         |
| Music & Media European Year-End Awards                                | 1997    | Madonna                                                                                            | Top 3: Artistas Femininas – Canções                                | 3º lugar     | [ 322 ]                         |
| Music & Media European Year-End Awards                                | 1998    | Madonna                                                                                            | Top 3: Artistas Femininas – Álbuns                                 | 2º lugar     | [ 323 ]                         |
| Music & Media European Year-End Awards                                | 1998    | Madonna                                                                                            | Top 3: Artistas Femininas – Canções                                | 2º lugar     | [ 323 ]                         |
| Musica e Dischi Year-End Awards                                       | 1987    | Madonna                                                                                            | Artista do Ano – Canções                                           | Venceu       | [ 324 ]                         |
| Musica e Dischi Year-End Awards                                       | 1987    | Madonna                                                                                            | Artista Feminina do Ano                                            | Venceu       | [ 324 ]                         |
| Musica e Dischi Year-End Awards                                       | 1987    | Madonna                                                                                            | Artista do Ano                                                     | Venceu       | [ 324 ]                         |
| Musician Awards                                                       | 1989    | Madonna                                                                                            | Artista da Década                                                  | Honraria     | [ 325 ]                         |
| MÜ-YAP Music Industry Awards                                          | 2009    | Hard Candy                                                                                         | Álbum Estrangeiro Mais Vendido                                     | Venceu       | [ 326 ]                         |
| MySpace Impact Award                                                  | 2009    | Raising Malawi                                                                                     | Prêmio Impacto                                                     | Venceu       | [ 327 ]                         |
| My VH1 Music Awards                                                   | 2000    | "Music"                                                                                            | Vídeo do Ano                                                       | Indicado     | [ 328 ]                         |
| My VH1 Music Awards                                                   | 2000    | "Music"                                                                                            | Momento Chocante                                                   | Indicado     | [ 328 ]                         |
| My VH1 Music Awards                                                   | 2000    | Madonna                                                                                            | Mulher do Ano                                                      | Indicado     | [ 328 ]                         |
| My VH1 Music Awards                                                   | 2000    | Madonna                                                                                            | Fãs Mais Legais                                                    | Indicado     | [ 328 ]                         |
| Napster Awards                                                        | 2006    | Madonna                                                                                            | Artista Mais Escutado – Dance ou Eletrônica                        | Venceu       | [ 329 ]                         |
| NARM Best Seller Awards                                               | 1985    | Madonna                                                                                            | Álbum Mais Vendido                                                 | Venceu       | [ 330 ]                         |
| NARM Best Seller Awards                                               | 1985    | Madonna                                                                                            | Álbum Mais Vendido por uma Artista Feminina                        | Indicado     | [ 331 ]                         |
| NARM Best Seller Awards                                               | 1986    | Madonna                                                                                            | VHS Mais Vendido                                                   | Venceu       | [ 332 ]                         |
| NARM Best Seller Awards                                               | 1986    | Like a Virgin                                                                                      | Álbum Mais Vendido por uma Artista Feminina                        | Venceu       | [ 332 ]                         |
| NARM Best Seller Awards                                               | 1986    | Madonna                                                                                            | Artista Mais Vendida                                               | Venceu       | [ 333 ]                         |
| NARM Best Seller Awards                                               | 1987    | True Blue                                                                                          | Álbum Mais Vendido por uma Artista Feminina                        | Indicado     | [ 334 ]                         |
| NARM Best Seller Awards                                               | 1987    | True Blue                                                                                          | Álbum Mais Vendido                                                 | Indicado     | [ 334 ]                         |
| NARM Best Seller Awards                                               | 1991    | "Justify My Love"                                                                                  | Vídeo Musical Mais Vendido                                         | Venceu       | [ 335 ]                         |
| NARM Best Seller Awards                                               | 1991    | "Vogue"                                                                                            | Canção Mais Vendida                                                | Indicado     | [ 336 ]                         |
| National Music Publishers' Association                                | 2008    | "4 Minutes" (com a part. de Justin Timberlake e Timbaland)                                         | Canção Popular                                                     | Platina      | [ 337 ]                         |
| National Music Publishers' Association                                | 2021    | "Mamacita"                                                                                         | Canção Popular                                                     | Platina      | [ 337 ]                         |
| National Music Publishers' Association                                | 2023    | "Me Against the Music" (Britney Spears com a part. de Madonna)                                     | Canção Popular                                                     | Ouro         | [ 337 ]                         |
| National Society of Film Critics                                      | 1991    | Madonna: Truth or Dare                                                                             | Documentário                                                       | Vice-campeão | [ 338 ]                         |
| New York Music Awards                                                 | 1986    | Madonna                                                                                            | Melhor Cantora – Dance                                             | Venceu       | [ 339 ]                         |
| New York Music Awards                                                 | 1986    | Madonna                                                                                            | Melhor Cantora                                                     | Indicado     | [ 340 ]                         |
| New York Music Awards                                                 | 1986    | Madonna                                                                                            | Ato do Ano                                                         | Indicado     | [ 341 ]                         |
| Nickelodeon Kids' Choice Awards                                       | 1987    | Madonna                                                                                            | Cantora Favorita                                                   | Venceu       | [ 342 ] [ 343 ]                 |
| Nickelodeon Kids' Choice Awards                                       | 1988    | Madonna                                                                                            | Cantora Favorita                                                   | Venceu       | [ 342 ] [ 343 ]                 |
| Nickelodeon Kids' Choice Awards                                       | 1990    | Madonna                                                                                            | Cantora Favorita                                                   | Indicado     | [ 342 ] [ 343 ]                 |
| Nickelodeon Kids' Choice Awards                                       | 1990    | "Like a Prayer"                                                                                    | Canção Favorita                                                    | Indicado     | [ 342 ] [ 343 ]                 |
| Nickelodeon Kids' Choice Awards                                       | 1991    | Madonna                                                                                            | Cantora Favorita                                                   | Indicado     | [ 342 ] [ 343 ]                 |
| Nickelodeon Kids' Choice Awards                                       | 2000    | "Beautiful Stranger"                                                                               | Canção Favorita de um Filme                                        | Indicado     | [ 342 ] [ 343 ]                 |
| NME Awards                                                            | 1992    | Sex                                                                                                | Comoção do Ano                                                     | Venceu       | [ 344 ]                         |
| NME Awards                                                            | 2002    | Madonna                                                                                            | Melhor Artista – Pop                                               | Indicado     | [ 345 ]                         |
| NME Awards                                                            | 2006    | Madonna                                                                                            | Mulher Mais Sexy                                                   | Venceu       | [ 346 ]                         |
| NME NetSounds Awards                                                  | 2001    | Madonna no Brixton Academy                                                                         | Melhor Evento Interativo                                           | Venceu       | [ 347 ]                         |
| NRJ Music Awards                                                      | 2001    | Madonna                                                                                            | Artista Feminina Internacional do Ano                              | Venceu       | [ 348 ]                         |
| NRJ Music Awards                                                      | 2001    | Music                                                                                              | Álbum Internacional do Ano                                         | Venceu       | [ 348 ]                         |
| NRJ Music Awards                                                      | 2001    | "Music"                                                                                            | Canção Internacional do Ano                                        | Indicado     | [ 348 ]                         |
| NRJ Music Awards                                                      | 2004    | Madonna                                                                                            | Prêmio de Honra                                                    | Honraria     | [ 349 ]                         |
| NRJ Music Awards                                                      | 2004    | Madonna                                                                                            | Artista Feminina Internacional do Ano                              | Indicado     | [ 349 ]                         |
| NRJ Music Awards                                                      | 2004    | Madonna                                                                                            | Website do Ano                                                     | Indicado     | [ 349 ]                         |
| NRJ Music Awards                                                      | 2004    | American Life                                                                                      | Álbum Internacional do Ano                                         | Indicado     | [ 349 ]                         |
| NRJ Music Awards                                                      | 2006    | Madonna                                                                                            | Artista Feminina Internacional do Ano                              | Venceu       | [ 350 ]                         |
| NRJ Music Awards                                                      | 2007    | Madonna                                                                                            | Artista Feminina Internacional do Ano                              | Indicado     | [ 351 ]                         |
| NRJ Music Awards                                                      | 2007    | Confessions on a Dance Floor                                                                       | Álbum Internacional do Ano                                         | Indicado     | [ 351 ]                         |
| NRJ Music Awards                                                      | 2015    | Madonna                                                                                            | Artista Feminina Internacional do Ano                              | Indicado     | [ 352 ]                         |
| NRJ Radio Awards                                                      | 1999    | Madonna                                                                                            | Melhor Artista Feminina Internacional                              | Venceu       | [ 353 ]                         |
| NRJ Radio Awards                                                      | 2001    | Madonna                                                                                            | Melhor Artista Feminina Internacional                              | Venceu       | [ 353 ]                         |
| Óčko Music Awards                                                     | 2008    | Madonna                                                                                            | Cantora Internacional do Ano                                       | Venceu       | [ 354 ]                         |
| Óčko Music Awards                                                     | 2008    | "4 Minutes" (com a part. de Justin Timberlake e Timbaland)                                         | Vídeo Internacional do Ano                                         | Indicado     | [ 354 ]                         |
| Online Music Awards                                                   | 2001    | Madonna no Brixton Academy                                                                         | Melhor Concerto Interativo                                         | Venceu       | [ 153 ]                         |
| Online Music Awards                                                   | 2002    | Drowned World Tour                                                                                 | Melhor DVD Musical                                                 | Venceu       | [ 154 ]                         |
| Orville H. Gibson Guitar Awards                                       | 2002    | Madonna                                                                                            | Prêmio Horizonte Les Paul                                          | Indicado     | [ 355 ]                         |
| People's Choice Awards                                                | 1986    | Madonna                                                                                            | Cantora Favorita                                                   | Venceu       | [ 356 ]                         |
| People's Choice Awards                                                | 1987    | Madonna                                                                                            | Cantora Favorita                                                   | Venceu       | [ 357 ]                         |
| People's Choice Awards                                                | 2009    | "4 Minutes" (com a part. de Justin Timberlake e Timbaland)                                         | Combinação Favorita                                                | Indicado     | [ 358 ]                         |
| People's Choice Awards                                                | 2016    | Madonna                                                                                            | Ícone Musical Favorito                                             | Venceu       | [ 359 ]                         |
| People's Choice Awards                                                | 2016    | Madonna                                                                                            | Cantora Favorita                                                   | Indicado     | [ 359 ]                         |
| Pepsi-Cola Canada's Music Poll Sweepstakes                            | 1986    | Madonna                                                                                            | Melhor Cantora                                                     | Venceu       | [ 360 ]                         |
| Perfect 10 Music Awards                                               | 1995    | Madonna                                                                                            | Melhor Cantora                                                     | Indicado     | [ 361 ]                         |
| Philippines Pride International Film Festival                         | 2003    | Madonna                                                                                            | Prêmio Judy                                                        | Honraria     | [ 362 ]                         |
| Phonographic Performance Limited (PPL)                                | 2004    | Madonna                                                                                            | Os Dez Artistas Mais Tocados nas Rádios do Reino Unido (1984–2004) | 6º lugar     | [ 363 ]                         |
| Phonographic Performance Limited (PPL)                                | 2009    | Madonna                                                                                            | Artista Mais Tocada da Década (2000–2010)                          | Honraria     | [ 364 ]                         |
| Phonographic Performance Limited (PPL)                                | 2023    | Madonna                                                                                            | Artista Mais Tocada do Ano                                         | 10º lugar    | [ 365 ]                         |
| Pink Paper Reader Awards                                              | 2006    | Madonna na boate "G-A-Y"                                                                           | Momento do Ano                                                     | Venceu       | [ 75 ]                          |
| Pink Paper Reader Awards                                              | 2006    | Madonna na boate "G-A-Y"                                                                           | Choque do Ano                                                      | Venceu       | [ 75 ]                          |
| Playboy Music Hall of Fame                                            | 1988    | Madonna                                                                                            | Hall da Fama                                                       | Venceu       | [ 366 ]                         |
| Pollstar Awards                                                       | 1984    | Madonna                                                                                            | Melhor Concerto em Arenas                                          | Indicado     | [ 367 ]                         |
| Pollstar Awards                                                       | 1987    | Who's That Girl World Tour                                                                         | Cenários Mais Criativo                                             | Indicado     | [ 368 ]                         |
| Pollstar Awards                                                       | 1990    | Blond Ambition World Tour                                                                          | Maior Turnê do Ano                                                 | Indicado     | [ 369 ]                         |
| Pollstar Awards                                                       | 1990    | Blond Ambition World Tour                                                                          | Produção Mais Criativa de Cenário                                  | Venceu       | [ 369 ]                         |
| Pollstar Awards                                                       | 1993    | The Girlie Show World Tour                                                                         | Produção Mais Criativa de Cenário                                  | Indicado     | [ 370 ]                         |
| Pollstar Awards                                                       | 2001    | Drowned World Tour                                                                                 | Maior Turnê do Ano                                                 | Indicado     | [ 371 ]                         |
| Pollstar Awards                                                       | 2001    | Drowned World Tour                                                                                 | Produção Mais Criativa de Cenário                                  | Indicado     | [ 371 ]                         |
| Pollstar Awards                                                       | 2004    | Re-Invention World Tour                                                                            | Maior Turnê do Ano                                                 | Indicado     | [ 372 ]                         |
| Pollstar Awards                                                       | 2004    | Re-Invention World Tour                                                                            | Produção Mais Criativa de Cenário                                  | Indicado     | [ 372 ]                         |
| Pollstar Awards                                                       | 2006    | Confessions Tour                                                                                   | Maior Turnê do Ano                                                 | Indicado     | [ 373 ]                         |
| Pollstar Awards                                                       | 2006    | Confessions Tour                                                                                   | Produção Mais Criativa de Cenário                                  | Venceu       | [ 373 ]                         |
| Pollstar Awards                                                       | 2008    | Sticky & Sweet Tour                                                                                | Maior Turnê do Ano                                                 | Indicado     | [ 374 ]                         |
| Pollstar Awards                                                       | 2008    | Sticky & Sweet Tour                                                                                | Produção Mais Criativa de Cenário                                  | Indicado     | [ 374 ]                         |
| Pollstar Awards                                                       | 2013    | The MDNA Tour                                                                                      | Produção Mais Criativa de Cenário                                  | Indicado     | [ 375 ]                         |
| Pollstar Awards                                                       | 2021    | Madonna                                                                                            | Artista da Década – Pop                                            | Indicado     | [ 376 ]                         |
| Pop Corn Awards                                                       | 2000    | Music                                                                                              | Melhor Álbum Estrangeiro                                           | Venceu       | [ 377 ]                         |
| Pop Corn Awards                                                       | 2000    | "Music"                                                                                            | Melhor Canção Internacional                                        | Venceu       | [ 377 ]                         |
| Pop Corn Awards                                                       | 2000    | "Music"                                                                                            | Melhor Vídeo Internacional                                         | Venceu       | [ 377 ]                         |
| Pop Corn Awards                                                       | 2000    | Madonna                                                                                            | Melhor Cantora Estrangeira                                         | Venceu       | [ 378 ]                         |
| Pop/Rocky                                                             | 1985    | Madonna                                                                                            | Goldener Hammerschlumpf – Canção do Ano                            | Ouro         | [ 379 ] [ 380 ] [ 379 ]         |
| Pop/Rocky                                                             | 1985    | Madonna                                                                                            | Goldener Hammerschlumpf – Estrela do Ano                           | Ouro         | [ 379 ] [ 380 ] [ 379 ]         |
| Porin Awards                                                          | 1999    | "Frozen"                                                                                           | Melhor Vídeo Internacional                                         | Venceu       | [ 381 ]                         |
| Porin Awards                                                          | 1999    | Ray of Light                                                                                       | Melhor Álbum Internacional                                         | Venceu       | [ 381 ]                         |
| Porin Awards                                                          | 2001    | "Music"                                                                                            | Melhor Vídeo Internacional                                         | Indicado     | [ 382 ]                         |
| Porin Awards                                                          | 2001    | Music                                                                                              | Melhor Álbum Internacional – Pop ou Rock                           | Indicado     | [ 382 ]                         |
| Premio Italiano della Musica                                          | 1999    | Ray of Light                                                                                       | Melhor Álbum Internacional                                         | Indicado     | [ 383 ]                         |
| Premios Amigo                                                         | 2000    | Madonna                                                                                            | Melhor Artista Feminina Internacional                              | Venceu       | [ 384 ]                         |
| Premios Amigo                                                         | 2000    | Music                                                                                              | Melhor Álbum Internacional                                         | Indicado     | [ 385 ]                         |
| Premio Esaem                                                          | 2018    | Madonna                                                                                            | Prêmio Especial                                                    | Honraria     | [ 386 ]                         |
| Prêmios Globo de Ouro                                                 | 1988    | "Who's That Girl"                                                                                  | Melhor Canção Original                                             | Indicado     | [ 387 ]                         |
| Prêmios Globo de Ouro                                                 | 1993    | "This Used to Be My Playground"                                                                    | Melhor Canção Original                                             | Indicado     | [ 387 ]                         |
| Prêmios Globo de Ouro                                                 | 1995    | "I'll Remember"                                                                                    | Melhor Canção Original                                             | Indicado     | [ 387 ]                         |
| Prêmios Globo de Ouro                                                 | 1997    | Evita                                                                                              | Melhor Atriz – Comédia ou Musical                                  | Venceu       | [ 387 ]                         |
| Prêmios Globo de Ouro                                                 | 2000    | "Beautiful Stranger"                                                                               | Melhor Canção Original                                             | Indicado     | [ 387 ]                         |
| Prêmios Globo de Ouro                                                 | 2003    | "Die Another Day"                                                                                  | Melhor Canção Original                                             | Indicado     | [ 387 ]                         |
| Prêmios Globo de Ouro                                                 | 2012    | "Masterpiece"                                                                                      | Melhor Canção Original                                             | Venceu       | [ 387 ]                         |
| Premios Juventud                                                      | 2023    | "Hung Up on Tokischa" (com a part. de Tokischa)                                                    | Girl Power                                                         | Indicado     | [ 388 ]                         |
| Premios Mixup                                                         | 2001    | Madonna                                                                                            | Cantora Anglófona                                                  | Indicado     | [ 389 ]                         |
| Premios MTV Latino                                                    | 1996    | "Verás"                                                                                            | Melhor Vídeo Feminino                                              | Venceu       | [ 390 ]                         |
| Premios MTV Latino                                                    | 1996    | "Verás"                                                                                            | Melhor Cinematografia                                              | Venceu       | [ 390 ]                         |
| Premios MTV Latinoamérica                                             | 2003    | Madonna                                                                                            | Melhor Artista Internacional – Pop                                 | Indicado     | [ 391 ]                         |
| Premios MTV Latinoamérica                                             | 2006    | Madonna                                                                                            | Melhor Artista Internacional – Pop                                 | Indicado     | [ 392 ]                         |
| Premios MTV Latinoamérica                                             | 2006    | "Hung Up"                                                                                          | Canção do Ano                                                      | Indicado     | [ 392 ]                         |
| Premios MTV Latinoamérica                                             | 2008    | Madonna                                                                                            | Melhor Artista Internacional – Pop                                 | Indicado     | [ 393 ]                         |
| Premios MTV Latinoamérica                                             | 2008    | "4 Minutes" (com a part. de Justin Timberlake e Timbaland)                                         | Melhor Ringtone                                                    | Indicado     | [ 393 ]                         |
| Prêmio Multishow de Música Brasileira                                 | 1996    | Madonna                                                                                            | Melhor Cantora Internacional                                       | Venceu       | [ 394 ]                         |
| Premios Oye!                                                          | 2003    | Madonna                                                                                            | Melhor Artista Feminina Internacional                              | Indicado     | [ 395 ]                         |
| Premios Oye!                                                          | 2006    | "Hung Up"                                                                                          | Canção Internacional do Ano                                        | Indicado     | [ 396 ]                         |
| Premios Oye!                                                          | 2008    | "4 Minutes" (com a part. de Justin Timberlake e Timbaland)                                         | Gravação do Ano                                                    | Venceu       | [ 397 ]                         |
| Premios Oye!                                                          | 2008    | Hard Candy                                                                                         | Álbum do Ano                                                       | Venceu       | [ 397 ]                         |
| Premios Oye!                                                          | 2010    | Sticky & Sweet Tour                                                                                | Álbum do Ano                                                       | Indicado     | [ 398 ]                         |
| Premios Shangay                                                       | 2003    | American Life                                                                                      | Melhor Álbum Internacional                                         | Indicado     | [ 399 ]                         |
| Premios Shangay                                                       | 2003    | Madonna                                                                                            | Melhor Artista Internacional                                       | Indicado     | [ 399 ]                         |
| Prestige Hong Kong Beauty and Spa Awards                              | 2018    | MDNA Skin Onyx Black Roller                                                                        | Melhor Skincare                                                    | Venceu       | [ 400 ]                         |
| PureChart Awards                                                      | 2024    | The Celebration Tour                                                                               | Melhor Turnê do Ano                                                | Indicado     | [ 401 ]                         |
| Q Awards                                                              | 2004    | Madonna                                                                                            | Melhor Artista ao Vivo                                             | Indicado     | [ 402 ]                         |
| Q Awards                                                              | 2011    | Madonna                                                                                            | Maior Artista dos Últimos 25 Anos                                  | Indicado     | [ 403 ]                         |
| QV Readers' Choice Awards                                             | 2000    | Madonna                                                                                            | Cantora Favorita                                                   | Venceu       | [ 404 ]                         |
| Queerties Awards                                                      | 2012    | Madonna vs. Lady Gaga                                                                              | Rixa do Ano                                                        | Indicado     | [ 405 ]                         |
| Queerties Awards                                                      | 2012    | Madonna vs. Elton John                                                                             | Rixa do Ano                                                        | Indicado     | [ 405 ]                         |
| Queerties Awards                                                      | 2024    | "Vulgar" (Sam Smith com a part. de Madonna)                                                        | Melhor Hino                                                        | Indicado     | [ 406 ]                         |
| Radio Academy Honours                                                 | 2000    | Madonna                                                                                            | Artista Mais Escutada                                              | Indicado     | [ 407 ]                         |
| Radio Galgalatz                                                       | 1990    | Madonna                                                                                            | Cantora da Década                                                  | Honraria     | [ 170 ]                         |
| Radio Galgalatz                                                       | 2000    | Madonna                                                                                            | Cantora da Década                                                  | Honraria     | [ 170 ]                         |
| Radio Music Awards                                                    | 2000    | "Music"                                                                                            | Canção do Ano                                                      | Indicado     | [ 408 ]                         |
| Radio Music Awards                                                    | 2001    | Madonna                                                                                            | Artista do Ano                                                     | Indicado     | [ 409 ]                         |
| Radio Tel Aviv                                                        | 1999    | Madonna                                                                                            | Artista Feminina do Milênio                                        | Honraria     | [ 144 ] [ 170 ]                 |
| Record Mirror Readers Poll                                            | 1985    | Madonna                                                                                            | Melhor Cantora                                                     | Venceu       | [ 410 ]                         |
| Record Mirror Readers Poll                                            | 1985    | Madonna                                                                                            | Deusa Total                                                        | Venceu       | [ 410 ]                         |
| Record Mirror Readers Poll                                            | 1985    | Like a Virgin                                                                                      | Álbum Favorito                                                     | Indicado     | [ 410 ]                         |
| Record Mirror Readers Poll                                            | 1985    | Like a Virgin                                                                                      | Capa do Ano                                                        | Indicado     | [ 410 ]                         |
| Record Mirror Readers Poll                                            | 1985    | "Into the Groove"                                                                                  | Melhor Canção                                                      | Indicado     | [ 410 ]                         |
| Record Mirror Readers Poll                                            | 1985    | Desperately Seeking Susan                                                                          | Filme Mais Fascinante                                              | Venceu       | [ 410 ]                         |
| Record Mirror Readers Poll                                            | 1986    | Madonna                                                                                            | Melhor Cantora                                                     | Venceu       | [ 411 ]                         |
| Record Mirror Readers Poll                                            | 1986    | Madonna                                                                                            | Melhor Atriz                                                       | Indicado     | [ 411 ]                         |
| Record Mirror Readers Poll                                            | 1986    | Madonna                                                                                            | Melhor Artista – Dance                                             | Indicado     | [ 411 ]                         |
| Record Mirror Readers Poll                                            | 1986    | Madonna                                                                                            | Idiota do Ano                                                      | Indicado     | [ 411 ]                         |
| Record Mirror Readers Poll                                            | 1986    | Madonna                                                                                            | Melhores Nádegas                                                   | Venceu       | [ 411 ]                         |
| Record Mirror Readers Poll                                            | 1986    | Madonna                                                                                            | Melhor Coisa de 1986                                               | Indicado     | [ 411 ]                         |
| Record Mirror Readers Poll                                            | 1986    | Madonna                                                                                            | Pior Coisa de 1986                                                 | Indicado     | [ 411 ]                         |
| Record Mirror Readers Poll                                            | 1986    | Madonna                                                                                            | Mulher do Ano                                                      | Venceu       | [ 411 ]                         |
| Record Mirror Readers Poll                                            | 1986    | True Blue                                                                                          | Melhor Álbum                                                       | Indicado     | [ 411 ]                         |
| Record Mirror Readers Poll                                            | 1986    | "Papa Don't Preach"                                                                                | Melhor Canção                                                      | Indicado     | [ 411 ]                         |
| Record Mirror Readers Poll                                            | 1986    | "Papa Don't Preach"                                                                                | Melhor Vídeo                                                       | Indicado     | [ 411 ]                         |
| Rhino Awards                                                          | 1991    | Madonna                                                                                            | Prêmio Warren Beatty                                               | Venceu       | [ 412 ]                         |
| Rhino Awards                                                          | 1991    | "Justify My Love"                                                                                  | Prêmio Imelda Marcos                                               | Venceu       | [ 412 ]                         |
| Rhino Awards                                                          | 1991    | "Justify My Love"                                                                                  | Prêmio Carl Douglas                                                | Venceu       | [ 412 ]                         |
| RIAA Artists of the Century                                           | 1999    | Madonna                                                                                            | Artista Com Maiores Vendas do Século                               | Honraria     | [ 413 ]                         |
| Rock and Roll Hall of Fame                                            | 2008    | Madonna                                                                                            | Hall da Fama                                                       | Induzido     | [ 414 ]                         |
| Rockbjörnen                                                           | 1989    | Madonna                                                                                            | Melhor Artista Internacional                                       | Venceu       | [ 415 ] [ 416 ]                 |
| Rockbjörnen                                                           | 1989    | Like a Prayer                                                                                      | Melhor Álbum Internacional                                         | Venceu       | [ 415 ] [ 416 ]                 |
| Rockbjörnen                                                           | 1992    | Madonna                                                                                            | Melhor Artista Internacional                                       | Venceu       | [ 415 ] [ 416 ]                 |
| Rockbjörnen                                                           | 1998    | Madonna                                                                                            | Melhor Artista Internacional                                       | Venceu       | [ 415 ] [ 416 ]                 |
| Rockbjörnen                                                           | 1998    | Ray of Light                                                                                       | Melhor Álbum Internacional                                         | Venceu       | [ 415 ] [ 416 ]                 |
| Rockbjörnen                                                           | 2005    | Confessions on a Dance Floor                                                                       | Melhor Álbum Internacional                                         | Venceu       | [ 415 ] [ 416 ]                 |
| Rockopop                                                              | 1991    | Madonna                                                                                            | Melhor Artista Internacional                                       | Venceu       | [ 417 ]                         |
| Rock Express (Canadá)                                                 | 1987    | Madonna                                                                                            | Melhor Cantora Internacional                                       | Venceu       | [ 418 ]                         |
| Rock Express (Canadá)                                                 | 1988    | Madonna                                                                                            | Melhor Cantora Internacional                                       | Venceu       | [ 419 ]                         |
| Rockol Awards                                                         | 2012    | MDNA                                                                                               | Melhor Álbum Estrangeiro                                           | 3º lugar     | [ 420 ]                         |
| Rockol Awards                                                         | 2015    | Madonna                                                                                            | Melhor Concerto do Festival                                        | Indicado     | [ 421 ]                         |
| Registro Nacional de Gravações                                        | 2023    | Like a Virgin                                                                                      | Gravações Honrosas                                                 | Induzido     | [ 422 ]                         |
| Rolling Stone Music Awards                                            | 1998    | "Ray of Light"                                                                                     | Melhor Single                                                      | 4º lugar     | [ 423 ]                         |
| Rolling Stone Music Awards                                            | 1998    | "Ray of Light"                                                                                     | Melhor Vídeo                                                       | Indicado     | [ 423 ]                         |
| Rolling Stone Music Awards                                            | 1998    | "Ray of Light"                                                                                     | Melhor Single: Escolha do Público                                  | Indicado     | [ 423 ]                         |
| Rolling Stone Music Awards                                            | 1998    | "Ray of Light"                                                                                     | Melhor Vídeo: Escolha do Público                                   | Indicado     | [ 423 ]                         |
| Rolling Stone Music Awards                                            | 1998    | Madonna                                                                                            | Melhor Cantora                                                     | Indicado     | [ 423 ]                         |
| Rolling Stone Music Awards                                            | 1998    | Madonna                                                                                            | Melhor Cantora – Dance ou Eletrônica: Escolha do Público           | Venceu       | [ 423 ]                         |
| Rolling Stone Music Awards                                            | 1998    | Madonna                                                                                            | Melhor Cantora: Escolha do Público                                 | Venceu       | [ 423 ]                         |
| Rolling Stone Music Awards                                            | 1998    | Madonna                                                                                            | Artista do Ano: Escolha do Público                                 | Indicado     | [ 423 ]                         |
| Rolling Stone Music Awards                                            | 1998    | Madonna                                                                                            | Artista Mais Estilosa: Escolha do Público                          | Indicado     | [ 423 ]                         |
| Rolling Stone Music Awards                                            | 1999    | "Beautiful Stranger"                                                                               | Melhor Single                                                      | Indicado     | [ 424 ]                         |
| Rolling Stone Music Awards                                            | 2000    | Madonna                                                                                            | Melhor Cantora                                                     | Venceu       | [ 425 ]                         |
| Rolling Stone Music Awards                                            | 2000    | "Music"                                                                                            | Melhor Single                                                      | Venceu       | [ 425 ]                         |
| Rolling Stone Music Awards                                            | 2003    | Beijo Entre Madonna e Britney Spears no VMA de 2003                                                | Maior Publicidade do Ano                                           | 2º lugar     | [ 426 ]                         |
| RTHK International Pop Poll Awards                                    | 1993    | Erotica                                                                                            | Álbum Mais Vendido – Inglês                                        | Venceu       | [ 427 ]                         |
| RTHK International Pop Poll Awards                                    | 2000    | Madonna                                                                                            | Melhor Artista Feminina                                            | Venceu       | [ 170 ]                         |
| RTHK International Pop Poll Awards                                    | 2000    | "American Pie"                                                                                     | Melhor Canção em Mídia Visual                                      | Venceu       | [ 170 ]                         |
| RTHK International Pop Poll Awards                                    | 2000    | "American Pie"                                                                                     | Melhor Regravação                                                  | Venceu       | [ 170 ]                         |
| RTHK International Pop Poll Awards                                    | 2000    | "Beautiful Stranger"                                                                               | Melhor Canção Internacional                                        | Venceu       | [ 170 ]                         |
| RTHK International Pop Poll Awards                                    | 2000    | "Beautiful Stranger"                                                                               | Canção de Ouro                                                     | Venceu       | [ 170 ]                         |
| RTHK International Pop Poll Awards                                    | 2001    | "Music"                                                                                            | Melhor Canção Internacional                                        | Venceu       | [ 428 ]                         |
| RTHK International Pop Poll Awards                                    | 2001    | "American Pie"                                                                                     | Melhor Canção Internacional                                        | Venceu       | [ 428 ]                         |
| RTHK International Pop Poll Awards                                    | 2001    | Madonna                                                                                            | Melhor Artista Feminina                                            | Venceu       | [ 428 ]                         |
| RTHK International Pop Poll Awards                                    | 2001    | "American Pie"                                                                                     | Canção de Ouro                                                     | Venceu       | [ 428 ]                         |
| RTHK International Pop Poll Awards                                    | 2002    | Madonna                                                                                            | Melhor Artista Feminina                                            | Indicado     | [ 429 ]                         |
| RTHK International Pop Poll Awards                                    | 2003    | "Die Another Day"                                                                                  | Melhor Canção Internacional                                        | Venceu       | [ 430 ]                         |
| RTHK International Pop Poll Awards                                    | 2003    | "Die Another Day"                                                                                  | Melhor Canção em Mídia Visual                                      | Indicado     | [ 430 ]                         |
| RTHK International Pop Poll Awards                                    | 2003    | Madonna                                                                                            | Melhor Artista Feminina                                            | Indicado     | [ 430 ]                         |
| RTHK International Pop Poll Awards                                    | 2004    | "Me Against the Music" (Britney Spears com a part. de Madonna)                                     | Melhor Canção Internacional                                        | Venceu       | [ 431 ]                         |
| RTHK International Pop Poll Awards                                    | 2004    | "Hollywood"                                                                                        | Melhor Canção Internacional                                        | Indicado     | [ 431 ]                         |
| RTHK International Pop Poll Awards                                    | 2006    | "Hung Up"                                                                                          | Melhor Canção Internacional                                        | Venceu       | [ 432 ]                         |
| RTHK International Pop Poll Awards                                    | 2006    | Madonna                                                                                            | Melhor Artista Feminina                                            | Prata        | [ 432 ]                         |
| RTHK International Pop Poll Awards                                    | 2007    | "Sorry"                                                                                            | Melhor Canção Internacional                                        | Venceu       | [ 433 ]                         |
| RTHK International Pop Poll Awards                                    | 2007    | Madonna                                                                                            | Melhor Artista Feminina                                            | Ouro         | [ 433 ]                         |
| RTHK International Pop Poll Awards                                    | 2009    | "4 Minutes" (com a part. de Justin Timberlake e Timbaland)                                         | Melhor Canção Internacional                                        | Venceu       | [ 434 ]                         |
| RTHK International Pop Poll Awards                                    | 2009    | "Give It 2 Me"                                                                                     | Melhor Canção Internacional                                        | Indicado     | [ 434 ]                         |
| RTHK International Pop Poll Awards                                    | 2009    | Madonna                                                                                            | Melhor Artista Feminina                                            | Ouro         | [ 434 ]                         |
| RTHK International Pop Poll Awards                                    | 2009    | "American Pie"                                                                                     | Canção de Ouro – 20º Aniversário                                   | Indicado     | [ 434 ]                         |
| RTHK International Pop Poll Awards                                    | 2009    | Hard Candy                                                                                         | Álbum Mais Vendido – Internacional                                 | Venceu       | [ 434 ]                         |
| RTHK International Pop Poll Awards                                    | 2010    | "Celebration"                                                                                      | Melhor Canção Internacional                                        | Indicado     | [ 435 ]                         |
| RTHK International Pop Poll Awards                                    | 2010    | Madonna                                                                                            | Melhor Artista Feminina                                            | Indicado     | [ 435 ]                         |
| RTHK International Pop Poll Awards                                    | 2013    | "Girl Gone Wild"                                                                                   | Melhor Canção Internacional                                        | Indicado     | [ 436 ]                         |
| RTHK International Pop Poll Awards                                    | 2015    | "Living for Love"                                                                                  | Melhor Canção Internacional                                        | Indicado     | [ 437 ]                         |
| RTHK International Pop Poll Awards                                    | 2016    | "Ghosttown"                                                                                        | Melhor Canção Internacional                                        | Indicado     | [ 438 ]                         |
| RTHK International Pop Poll Awards                                    | 2016    | Madonna                                                                                            | Melhor Artista Feminina                                            | Bronze       | [ 438 ]                         |
| Satellite Awards                                                      | 2003    | "Die Another Day"                                                                                  | Melhor Canção Original                                             | Indicado     | [ 439 ]                         |
| Saturn Awards                                                         | 1991    | Dick Tracy                                                                                         | Melhor Atriz                                                       | Indicado     | [ 43 ]                          |
| SER FM Awards                                                         | 1991    | "Vogue"                                                                                            | Melhor Canção – Disco                                              | Venceu       | [ 440 ]                         |
| Shape Readers Choice Awards                                           | 2000    | Madonna                                                                                            | Perfil de Modelo                                                   | 3º lugar     | [ 441 ]                         |
| Shape Readers Choice Awards                                           | 2002    | Madonna                                                                                            | Perfil Fitness                                                     | Venceu       | [ 442 ]                         |
| Shorty Awards                                                         | 2018    | MDNA Skin                                                                                          | Melhor Marca                                                       | Venceu       | [ 443 ]                         |
| Sky Pop Video Awards                                                  | 1985    | "Like a Virgin"                                                                                    | Melhor Vídeo Feminino                                              | Venceu       | [ 444 ]                         |
| Smash Hits Poll Winners Party                                         | 1985    | Madonna                                                                                            | Melhor Cantora                                                     | Venceu       | [ 445 ]                         |
| Smash Hits Poll Winners Party                                         | 1985    | Madonna                                                                                            | Mulher Mais Atraente                                               | Venceu       | [ 445 ]                         |
| Smash Hits Poll Winners Party                                         | 1985    | Casamento de Madonna com Sean Penn                                                                 | Decepção do Ano                                                    | Venceu       | [ 445 ]                         |
| Smash Hits Poll Winners Party                                         | 1985    | Like a Virgin                                                                                      | Melhor Álbum                                                       | Venceu       | [ 445 ]                         |
| Smash Hits Poll Winners Party                                         | 1986    | Madonna                                                                                            | Best Female Solo Singer                                            | Venceu       | [ 446 ] [ 447 ]                 |
| Smash Hits Poll Winners Party                                         | 1986    | Madonna                                                                                            | Mulher Mais Atraente                                               | Venceu       | [ 446 ] [ 447 ]                 |
| Smash Hits Poll Winners Party                                         | 1986    | True Blue                                                                                          | Melhor Álbum                                                       | Venceu       | [ 446 ] [ 447 ]                 |
| Smash Hits Poll Winners Party                                         | 1987    | Madonna                                                                                            | Melhor Cantora                                                     | Venceu       | [ 448 ]                         |
| Smash Hits Poll Winners Party                                         | 1987    | Madonna                                                                                            | Mulher Mais Atraente                                               | Venceu       | [ 448 ]                         |
| Smash Hits Poll Winners Party                                         | 1989    | "Like a Prayer"                                                                                    | Melhor Vídeo – Pop                                                 | Indicado     | [ 449 ]                         |
| Smash Hits Poll Winners Party                                         | 1989    | "Express Yourself"                                                                                 | Melhor Vídeo – Pop                                                 | Indicado     | [ 449 ]                         |
| Smash Hits Poll Winners Party                                         | 1990    | Madonna                                                                                            | Melhor Cantora                                                     | Venceu       | [ 449 ]                         |
| Smash Hits Poll Winners Party                                         | 1990    | Madonna                                                                                            | Mulher Mais Fascinante                                             | Venceu       | [ 449 ]                         |
| Smash Hits Poll Winners Party                                         | 1991    | Madonna                                                                                            | Melhor Cantora                                                     | Venceu       | [ 449 ]                         |
| Smash Hits Poll Winners Party                                         | 1991    | Madonna                                                                                            | Mulher Mais Fascinante                                             | Venceu       | [ 449 ]                         |
| Smash Hits Poll Winners Party                                         | 1992    | Madonna                                                                                            | Melhor Cantora                                                     | Venceu       | [ 449 ]                         |
| Smash Hits Poll Winners Party                                         | 1992    | Madonna                                                                                            | Mulher Mais Fascinante                                             | Venceu       | [ 449 ]                         |
| Songwriters Hall of Fame                                              | 2014    | Madonna                                                                                            | Hall da Fama                                                       | Indicado     | [ 113 ]                         |
| Songwriters Hall of Fame                                              | 2016    | Madonna                                                                                            | Hall da Fama                                                       | Indicado     | [ 113 ]                         |
| Songwriters Hall of Fame                                              | 2017    | Madonna                                                                                            | Hall da Fama                                                       | Indicado     | [ 113 ]                         |
| Space Shower Music Video Awards                                       | 2006    | "Hung Up"                                                                                          | Melhor Vídeo Internacional                                         | Venceu       | [ 450 ]                         |
| Stinkers Bad Movie Awards                                             | 1993    | Body of Evidence                                                                                   | Pior Atriz                                                         | Indicado     | [ 451 ]                         |
| Stinkers Bad Movie Awards                                             | 2000    | The Next Best Thing                                                                                | Pior Atriz                                                         | Venceu       | [ 452 ]                         |
| Stinkers Bad Movie Awards                                             | 2000    | The Next Best Thing                                                                                | Cantores e Atletas Que Não Deveriam Atuar                          | Venceu       | [ 452 ]                         |
| Stinkers Bad Movie Awards                                             | 2000    | "American Pie"                                                                                     | Pior Canção                                                        | Indicado     | [ 452 ]                         |
| Stinkers Bad Movie Awards                                             | 2002    | Swept Away                                                                                         | Pior Atriz                                                         | Venceu       | [ 453 ]                         |
| Stinkers Bad Movie Awards                                             | 2002    | Swept Away                                                                                         | Pior Casal                                                         | Venceu       | [ 453 ]                         |
| Stinkers Bad Movie Awards                                             | 2002    | Die Another Day                                                                                    | Pior Atriz Coadjuvante                                             | Venceu       | [ 453 ]                         |
| Stinkers Bad Movie Awards                                             | 2002    | Die Another Day                                                                                    | Pior Aparição de uma Celebridade                                   | Indicado     | [ 453 ]                         |
| Stinkers Bad Movie Awards                                             | 2002    | "Die Another Day"                                                                                  | Pior Canção                                                        | Indicado     | [ 453 ]                         |
| TEC Awards                                                            | 2001    | Music                                                                                              | Produção de Destaque – Álbum                                       | Indicado     | [ 454 ]                         |
| TEC Awards                                                            | 2001    | "Music"                                                                                            | Produção de Destaque – Canção                                      | Venceu       | [ 454 ]                         |
| TEC Awards                                                            | 2002    | Madonna                                                                                            | Produção de Destaque – Direção Artística                           | Indicado     | [ 455 ]                         |
| TEC Awards                                                            | 2002    | Drowned World Tour                                                                                 | Produção de Destaque – Turnê                                       | Indicado     | [ 455 ]                         |
| Teen Choice Awards                                                    | 1999    | "Beautiful Stranger"                                                                               | Canção do Verão                                                    | Indicado     | [ 456 ]                         |
| Teen Choice Awards                                                    | 2008    | "4 Minutes" (com a part. de Justin Timberlake e Timbaland)                                         | Melhor Canção                                                      | Indicado     | [ 457 ]                         |
| Teen Choice Awards                                                    | 2008    | "4 Minutes" (com a part. de Justin Timberlake e Timbaland)                                         | Melhor Colaboração                                                 | Indicado     | [ 457 ]                         |
| Teen People Reader's Choice Awards                                    | 2003    | Madonna e Missy Elliott                                                                            | Melhor Apresentação                                                | Venceu       | [ 458 ]                         |
| Telegatto Awards                                                      | 1992    | Madonna                                                                                            | Melhor Artista Internacional                                       | Venceu       | [ 459 ]                         |
| Theatregoers' Choice Awards                                           | 2003    | Madonna em Up for Grabs                                                                            | Momento do Ano – Teatro                                            | Venceu       | [ 460 ]                         |
| The Headwear Association                                              | 2009    | Madonna                                                                                            | Hall da Fama                                                       | Induzido     | [ 461 ]                         |
| The Record of the Year                                                | 2008    | "4 Minutes" (com a part. de Justin Timberlake e Timbaland)                                         | Gravação do Ano                                                    | 2º lugar     | [ 462 ]                         |
| TMF Awards (Bélgica)                                                  | 2006    | Madonna                                                                                            | Melhor Ato Internacional – Dance                                   | Indicado     | [ 463 ]                         |
| TMF Awards (Países Baixos)                                            | 2001    | Music                                                                                              | Melhor Álbum Internacional                                         | Indicado     | [ 464 ]                         |
| TMF-Nokia                                                             | 2001    | Music                                                                                              | Melhor Álbum Internacional                                         | Indicado     | [ 465 ]                         |
| TMF-Nokia                                                             | 2002    | "What It Feels Like for a Girl"                                                                    | Melhor Vídeo Internacional                                         | Indicado     | [ 466 ]                         |
| Tokio Hot 100 Awards                                                  | 2004    | Madonna                                                                                            | Melhor Artista Feminina                                            | Indicado     | [ 467 ]                         |
| Tokio Hot 100 Awards                                                  | 2005    | "Hung Up"                                                                                          | Melhor Canção                                                      | 3º lugar     | [ 468 ]                         |
| Tokio Hot 100 Awards                                                  | 2005    | Madonna                                                                                            | Melhor Artista Feminina                                            | Venceu       | [ 468 ]                         |
| Tokio Hot 100 Awards                                                  | 2009    | Madonna                                                                                            | Melhor Artista Feminina                                            | Indicado     | [ 469 ]                         |
| Tokio Hot 100 Awards                                                  | 2010    | "Celebration"                                                                                      | Melhor Canção                                                      | Indicado     | [ 470 ]                         |
| Top of the Pops Awards                                                | 2001    | Madonna                                                                                            | Melhor Artista – Pop                                               | Indicado     | [ 471 ]                         |
| Top of the Pops Awards                                                | 2001    | Drowned World Tour                                                                                 | Melhor Turnê                                                       | Indicado     | [ 471 ]                         |
| Top of the Pops Awards                                                | 2005    | Madonna                                                                                            | Cantora do Ano                                                     | Indicado     | [ 472 ]                         |
| Top of the Pops Awards                                                | 2005    | "Hung Up"                                                                                          | Canção do Ano                                                      | 2º lugar     | [ 473 ]                         |
| Top of the Pops Awards                                                | 2005    | "Hung Up"                                                                                          | Vídeo do Ano                                                       | Venceu       | [ 474 ]                         |
| Traverse City Film Festival Walk of Fame                              | 2016    | Madonna                                                                                            | Calçada da Fama                                                    | Honraria     | [ 475 ]                         |
| UK Music Hall of Fame                                                 | 2004    | Madonna                                                                                            | Hall da Fama                                                       | Induzido     | [ 476 ]                         |
| UK Music Video Awards                                                 | 2009    | Sticky & Sweet Tour                                                                                | Melhor Álbum ao Vivo                                               | Indicado     | [ 477 ]                         |
| UK Music Video Awards                                                 | 2019    | "Dark Ballet"                                                                                      | Melhor Vídeo Internacional – Pop                                   | Indicado     | [ 478 ]                         |
| Urban Music Awards (América Latina)                                   | 2019    | "Medellín" (com a part. de Maluma)                                                                 | Melhor Colaboração                                                 | Indicado     | [ 479 ]                         |
| VH1 Do Something! Awards                                              | 2010    | I Am Because We Are                                                                                | Melhor Documentário                                                | Venceu       | [ 480 ]                         |
| VH1 Fashion Awards                                                    | 1995    | Madonna                                                                                            | Artista Mais Elegante                                              | Venceu       | [ 481 ]                         |
| VH1 Fashion Awards                                                    | 1995    | Madonna                                                                                            | Escolha do Público: Artista Mais Elegante                          | Venceu       | [ 481 ]                         |
| VH1 Fashion Awards                                                    | 1998    | Madonna                                                                                            | Artista Mais Elegante                                              | Venceu       | [ 482 ] [ 483 ]                 |
| VH1 Fashion Awards                                                    | 1998    | Madonna                                                                                            | Musicista Mais Elegante                                            | Venceu       | [ 482 ] [ 483 ]                 |
| VH1 Fashion Awards                                                    | 1998    | Madonna                                                                                            | Prêmio Versace                                                     | Honraria     | [ 482 ] [ 483 ]                 |
| VH1 Fashion Awards                                                    | 1999    | Madonna                                                                                            | Artista Mais Elegante                                              | Indicado     | [ 484 ]                         |
| VH1 Fashion Awards                                                    | 1999    | "Beautiful Stranger"                                                                               | Vídeo Mais Estiloso                                                | Indicado     | [ 484 ]                         |
| VH1 Fashion Awards                                                    | 2000    | "Music"                                                                                            | Vídeo Visionário                                                   | Indicado     | [ 485 ]                         |
| Video Awards Gala                                                     | 1991    | The Immaculate Collection                                                                          | Melhor Vídeo Musical                                               | Venceu       | [ 486 ]                         |
| Video Awards Gala                                                     | 1992    | Madonna: Truth or Dare                                                                             | Melhor Documentário                                                | Venceu       | [ 487 ]                         |
| Virgin Media Music Awards                                             | 2005    | "Hung Up"                                                                                          | Melhor Canção                                                      | Venceu       | [ 488 ]                         |
| Virgin Media Music Awards                                             | 2005    | Madonna                                                                                            | Melhor Artista                                                     | Venceu       | [ 488 ]                         |
| Virgin Media Music Awards                                             | 2005    | Confessions on a Dance Floor                                                                       | Melhor Álbum                                                       | 2º lugar     | [ 488 ]                         |
| Virgin Media Music Awards                                             | 2006    | Madonna                                                                                            | Melhor Artista                                                     | Venceu       | [ 489 ]                         |
| Virgin Media Music Awards                                             | 2008    | Madonna                                                                                            | Melhor Artista Internacional                                       | Indicado     | [ 490 ]                         |
| Virgin Media Music Awards                                             | 2008    | Madonna                                                                                            | Melhor Retorno                                                     | Indicado     | [ 491 ]                         |
| Virgin Media Music Awards                                             | 2008    | "4 Minutes" (com a part. de Justin Timberlake e Timbaland)                                         | Melhor Canção                                                      | Indicado     | [ 492 ]                         |
| Virgin Media Music Awards                                             | 2008    | Hard Candy                                                                                         | Melhor Álbum                                                       | Indicado     | [ 493 ]                         |
| Virgin Media Music Awards                                             | 2009    | Madonna                                                                                            | Melhor Cantora                                                     | Indicado     | [ 494 ]                         |
| VIVA Comet Awards                                                     | 1998    | Madonna                                                                                            | Artista Internacional                                              | Venceu       | [ 495 ] [ 496 ]                 |
| VIVA Comet Awards                                                     | 2001    | Madonna                                                                                            | Artista Internacional                                              | Indicado     | [ 495 ] [ 496 ]                 |
| VIVA Comet Awards                                                     | 2001    | "Don't Tell Me"                                                                                    | Vídeo Internacional                                                | Indicado     | [ 495 ] [ 496 ]                 |
| Vota la voce                                                          | 1987    | Madonna                                                                                            | Melhor Artista Internacional                                       | Venceu       | [ 497 ]                         |
| VSDA Awards                                                           | 1986    | Madonna Live: The Virgin Tour                                                                      | Vídeo Musical Mais Popular                                         | Venceu       | [ 498 ]                         |
| VSDA Awards                                                           | 1992    | Madonna: Truth or Dare                                                                             | Melhor Documentário                                                | Venceu       | [ 499 ]                         |
| Webby Awards                                                          | 2016    | Madonna                                                                                            | Melhor Website                                                     | Venceu       | [ 500 ]                         |
| Webby Awards                                                          | 2017    | Madonna                                                                                            | Melhor Artista Interativo                                          | Venceu       | [ 501 ]                         |
| Wembley Arena Square of Fame                                          | 2006    | Madonna                                                                                            | Praça da Fama                                                      | Induzido     | [ 502 ]                         |
| WH Smith Literary Award                                               | 2003    | The English Roses                                                                                  | Livro Infantil do Ano                                              | Pré-indicado | [ 503 ]                         |
| Women's Weekly Singapore                                              | 2020    | MDNA Skin: The Serum                                                                               | Melhor Soro Facial Reafirmante                                     | Venceu       | [ 504 ]                         |
| Woolmark Award                                                        | 1992    | Madonna                                                                                            | Dramatização da Versatilidade Masculina                            | Honraria     | [ 505 ]                         |
| World Music Awards                                                    | 2006    | Madonna                                                                                            | Melhor Artista – Pop                                               | Venceu       | [ 506 ]                         |
| World Music Awards                                                    | 2008    | Madonna                                                                                            | Melhor Artista Estadunidense                                       | Venceu       | [ 507 ]                         |
| World Music Awards                                                    | 2014    | Madonna                                                                                            | Melhor Artista Feminina                                            | Indicado     | [ 508 ] [ 509 ] [ 510 ] [ 511 ] |
| World Music Awards                                                    | 2014    | Madonna                                                                                            | Melhor Artista                                                     | Indicado     | [ 508 ] [ 509 ] [ 510 ] [ 511 ] |
| World Music Awards                                                    | 2014    | Madonna                                                                                            | Melhor Artista em Turnê                                            | Indicado     | [ 508 ] [ 509 ] [ 510 ] [ 511 ] |
| World Music Awards                                                    | 2014    | MDNA                                                                                               | Melhor Álbum                                                       | Indicado     | [ 508 ] [ 509 ] [ 510 ] [ 511 ] |
| World Music Awards                                                    | 2014    | "Give Me All Your Luvin'" (com a part. de Nicki Minaj e M.I.A.)                                    | Melhor Canção                                                      | Indicado     | [ 508 ] [ 509 ] [ 510 ] [ 511 ] |
| World Music Awards                                                    | 2014    | "Give Me All Your Luvin'" (com a part. de Nicki Minaj e M.I.A.)                                    | Melhor Vídeo                                                       | Indicado     | [ 508 ] [ 509 ] [ 510 ] [ 511 ] |
| World Music Video Awards                                              | 1986    | "Papa Don't Preach"                                                                                | Vídeo Favorito – Estados Unidos                                    | Venceu       | [ 512 ]                         |
| World Music Video Awards                                              | 1986    | "Papa Don't Preach"                                                                                | Vídeo Favorito – Mundo                                             | Venceu       | [ 512 ]                         |
| World Soundtrack Awards                                               | 2012    | "Masterpiece"                                                                                      | Melhor Canção Original                                             | Indicado     | [ 513 ]                         |
| XM Nation Music Awards                                                | 2005    | Madonna                                                                                            | Ícone da Década: 1980                                              | Honraria     | [ 514 ]                         |
| ZAZ Awards (África do Sul)                                            | 2001    | "Music"                                                                                            | Vídeo Internacional do Ano                                         | Indicado     | [ 515 ]                         |
| ZD Awards                                                             | 2012    | The MDNA Tour                                                                                      | Turnê Estrangeira do Ano                                           | Indicado     | [ 516 ]                         |
| ZD Awards                                                             | 2012    | Madonna na Rússia                                                                                  | Momento do Ano                                                     | Indicado     | [ 516 ]                         |
| ZD Awards                                                             | 2012    | Madonna                                                                                            | Melhor Artista Estrangeira                                         | Indicado     | [ 516 ]                         |
| ZD Awards                                                             | 2015    | Madonna                                                                                            | Melhor Artista Estrangeira                                         | 3º lugar     | [ 517 ]                         |
| Žebřík Music Awards                                                   | 1996    | Madonna                                                                                            | Melhor Cantora Internacional                                       | 5º lugar     | [ 518 ]                         |
| Žebřík Music Awards                                                   | 1998    | Madonna                                                                                            | Melhor Cantora Internacional                                       | Prata        | [ 519 ]                         |
| Žebřík Music Awards                                                   | 1998    | Madonna                                                                                            | Personalidade Internacional                                        | Indicado     | [ 519 ]                         |
| Žebřík Music Awards                                                   | 1999    | Madonna                                                                                            | Personalidade Internacional                                        | Indicado     | [ 519 ]                         |
| Žebřík Music Awards                                                   | 1999    | Madonna                                                                                            | Melhor Cantora Internacional                                       | Bronze       | [ 519 ]                         |
| Žebřík Music Awards                                                   | 2000    | Madonna                                                                                            | Melhor Cantora Internacional                                       | Venceu       | [ 519 ]                         |
| Žebřík Music Awards                                                   | 2000    | Madonna                                                                                            | Personalidade Internacional                                        | Bronze       | [ 519 ]                         |
| Žebřík Music Awards                                                   | 2000    | Madonna                                                                                            | Melhor Profissional Internacional                                  | Indicado     | [ 519 ]                         |
| Žebřík Music Awards                                                   | 2000    | Music                                                                                              | Melhor Álbum Internacional                                         | Indicado     | [ 519 ]                         |
| Žebřík Music Awards                                                   | 2000    | "Music"                                                                                            | Melhor Canção Internacional                                        | Bronze       | [ 519 ]                         |
| Žebřík Music Awards                                                   | 2000    | "Music"                                                                                            | Melhor Vídeo Internacional                                         | Indicado     | [ 519 ]                         |
| Žebřík Music Awards                                                   | 2001    | Madonna                                                                                            | Melhor Cantora Internacional                                       | Prata        | [ 519 ]                         |
| Žebřík Music Awards                                                   | 2001    | Madonna                                                                                            | Personalidade Internacional                                        | Bronze       | [ 519 ]                         |
| Žebřík Music Awards                                                   | 2002    | Madonna                                                                                            | Personalidade Internacional                                        | Indicado     | [ 519 ]                         |
| Žebřík Music Awards                                                   | 2002    | Madonna                                                                                            | Melhor Cantora Internacional                                       | Bronze       | [ 519 ]                         |
| Žebřík Music Awards                                                   | 2002    | "Die Another Day"                                                                                  | Melhor Vídeo Internacional                                         | 5º lugar     | [ 519 ]                         |
| Žebřík Music Awards                                                   | 2003    | Madonna                                                                                            | Melhor Cantora Internacional                                       | Prata        | [ 519 ]                         |
| Žebřík Music Awards                                                   | 2005    | Madonna                                                                                            | Melhor Cantora Internacional                                       | Prata        | [ 520 ]                         |
| Žebřík Music Awards                                                   | 2005    | Madonna                                                                                            | Personalidade do Ano                                               | Bronze       | [ 520 ]                         |
| Žebřík Music Awards                                                   | 2005    | Madonna                                                                                            | Melhor Profissional do Ano                                         | Bronze       | [ 520 ]                         |
| Žebřík Music Awards                                                   | 2005    | Madonna                                                                                            | Comoção do Ano                                                     | 5º lugar     | [ 520 ]                         |
| Žebřík Music Awards                                                   | 2005    | "Hung Up"                                                                                          | Melhor Canção Internacional                                        | 4º lugar     | [ 520 ]                         |
| Žebřík Music Awards                                                   | 2005    | "Hung Up"                                                                                          | Melhor Vídeo Internacional                                         | 5º lugar     | [ 520 ]                         |
| Žebřík Music Awards                                                   | 2006    | Madonna                                                                                            | Melhor Cantora Internacional                                       | Venceu       | [ 520 ]                         |
| Žebřík Music Awards                                                   | 2006    | Madonna                                                                                            | Melhor Profissional Internacional                                  | Indicado     | [ 520 ]                         |
| Žebřík Music Awards                                                   | 2006    | Confessions on a Dance Floor                                                                       | Melhor Álbum Internacional                                         | 5º lugar     | [ 520 ]                         |
| Žebřík Music Awards                                                   | 2006    | "Sorry"                                                                                            | Melhor Canção Internacional                                        | Indicado     | [ 520 ]                         |
| Žebřík Music Awards                                                   | 2006    | "Jump"                                                                                             | Melhor Vídeo Internacional                                         | Indicado     | [ 520 ]                         |
| Žebřík Music Awards                                                   | 2006    | I'm Going to Tell You a Secret                                                                     | Melhor Filme Musical Internacional                                 | Indicado     | [ 520 ]                         |
| Žebřík Music Awards                                                   | 2007    | The Confessions Tour                                                                               | Melhor Filme Musical Internacional                                 | Venceu       | [ 520 ]                         |
| Žebřík Music Awards                                                   | 2007    | Madonna                                                                                            | Melhor Cantora Internacional                                       | 4º lugar     | [ 520 ]                         |
| Žebřík Music Awards                                                   | 2008    | Madonna                                                                                            | Melhor Cantora Internacional                                       | Prata        | [ 520 ]                         |
| Žebřík Music Awards                                                   | 2008    | Hard Candy                                                                                         | Melhor Álbum Internacional                                         | 4º lugar     | [ 520 ]                         |
| Žebřík Music Awards                                                   | 2008    | "4 Minutes" (com a part. de Justin Timberlake e Timbaland)                                         | Melhor Canção Internacional                                        | 4º lugar     | [ 520 ]                         |
| Žebřík Music Awards                                                   | 2008    | "4 Minutes" (com a part. de Justin Timberlake e Timbaland)                                         | Melhor Vídeo Internacional                                         | Bronze       | [ 520 ]                         |
| Žebřík Music Awards                                                   | 2009    | Madonna                                                                                            | Melhor Cantora Internacional                                       | Indicado     | [ 520 ]                         |
| Zest Star Body Awards                                                 | 2003    | Madonna                                                                                            | Reconhecimento Especial                                            | Honraria     | [ 521 ]                         |

## Honrarias

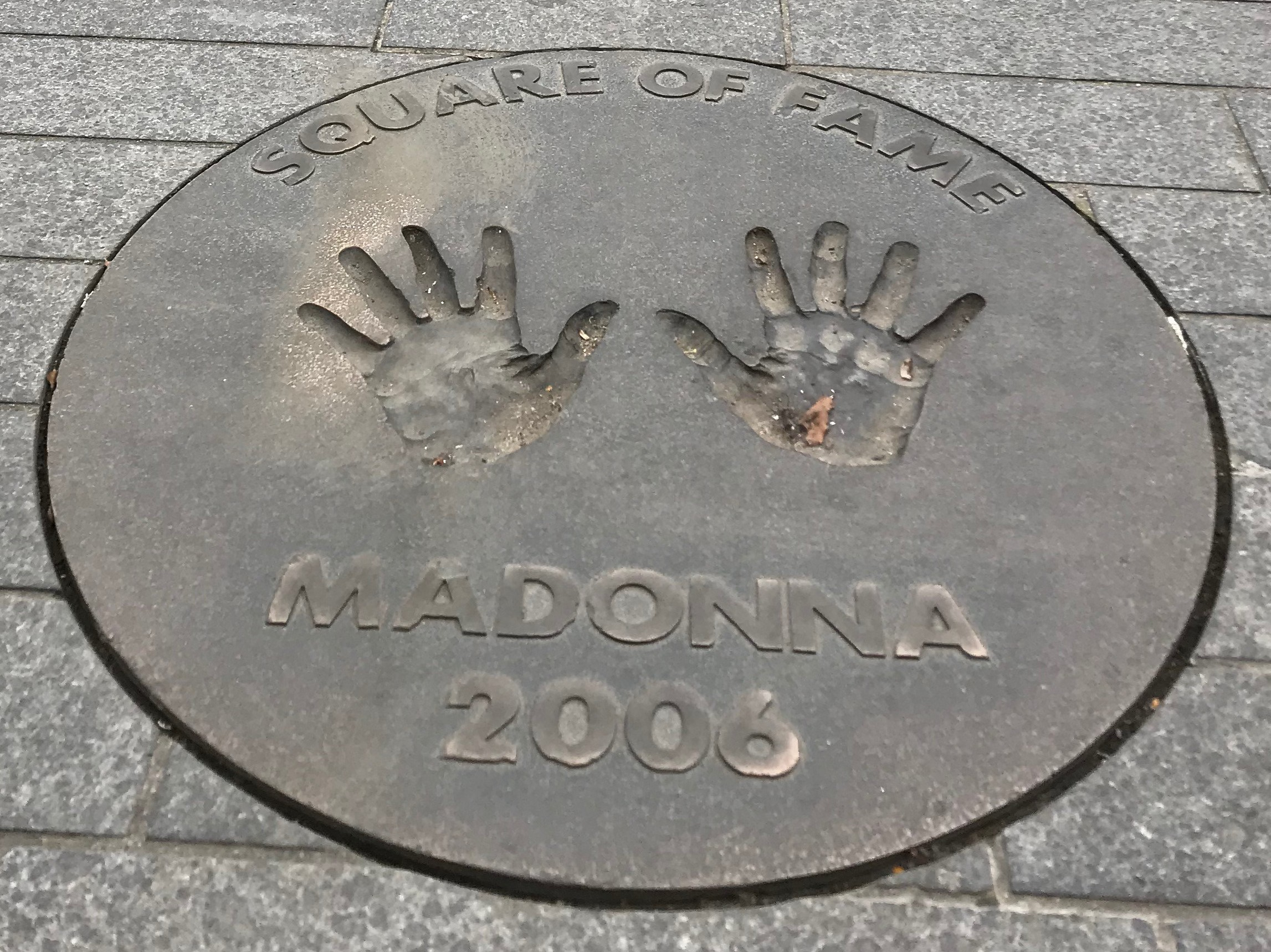
Mãos de Madonna na Praça da Fama em Wembley, Reino Unido.

| País                     | Ano  | Honraria                                                   | Ref.    |
| ------------------------ | ---- | ---------------------------------------------------------- | ------- |
| Estados Unidos           | 1985 | Chave da Cidade de Detroit                                 | [ 522 ] |
| Itália                   | 1987 | Cidadã Honorária de Pacentro                               | [ 523 ] |
| Estados Unidos           | 1988 | Chave da Cidade de Nova Jérsei                             | [ 524 ] |
| Granada                  | 1989 | Selos Temáticos                                            | [ 525 ] |
| São Vicente e Granadinas | 1991 | Selos Temáticos                                            | [ 526 ] |
| Estados Unidos           | 1992 | Chave da Cidade de Portland                                | [ 527 ] |
| Escócia                  | 2000 | Título Honorário de Nora do Regimento Seaforth Highlanders | [ 528 ] |
| Escócia                  | 2011 | Tartã Comemorativo                                         | [ 529 ] |
| Índia                    | 2008 | Hóspede de Honra do Reino de Marwar                        | [ 530 ] |
| México                   | 2010 | Chave da Cidade do México                                  | [ 531 ] |
| Argentina                | 2012 | Hóspede de Honra de Palermo                                | [ 532 ] |
| Brasil                   | 2024 | Cidadã Honorária do Rio de Janeiro                         | [ 533 ] |